# Mykonos
Pour les articles homonymes, voir Mykonos (ville).
Mykonos (ou  Mýkonos, translittération du grec moderne : Μύκονος / Mýkonos) est une île de la mer Égée située dans le nord des Cyclades grecques, localisée entre Tinos au nord, Syros à l'ouest, Paros et Naxos au sud, à 180 km au sud-est d'Athènes.
En 2001, elle a accueilli 400 000 touristes. Les villes les plus importantes sont Mýkonos (Chóra) et Áno Merá. Ses habitants sont appelés Mykoniates ou Mykoniens.

## Géographie
Mykonos se trouve à 180 km (quatre heures de traversée en ferry) au sud-est du port du Pirée.

L'île a une forme de triangle irrégulier brisé par de petites criques dont les plus importantes sont à Panormos (nord), Tourlos (ouest) et celle qui constitue le port de Mykonos Chora (capitale de l'île). Les principaux promontoires de l'île sont Aligomantra, Armenistis, et Evri en face de Dragonisi.

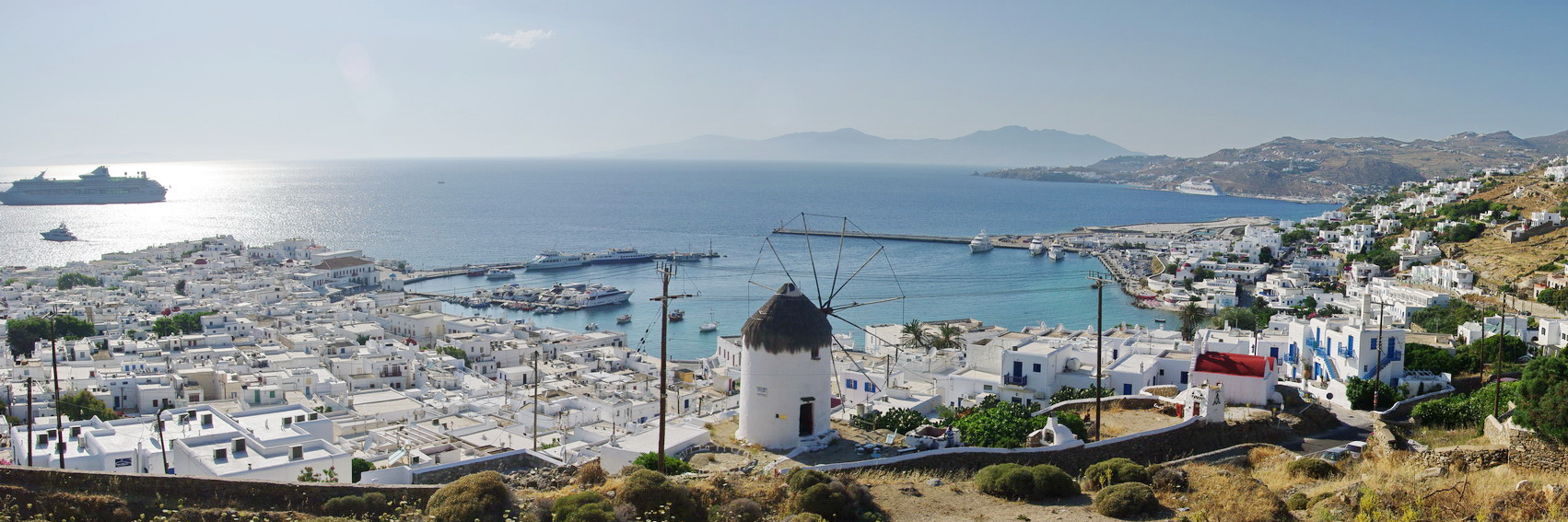
Vieux port de Mykonos (et Nouveau Port au fond à droite)

À moins de 4 km au sud-ouest se trouvent les îles historiques de Délos et Rhénée. D'autres îlots dépendent administrativement de Mykonos : Ano Rematiaris - Kato Rematiaris - Kouneli - Prasso - Sfontili - Kromidi - Ag. Giorgos - Kavoura - Marmaronisi - Moles et Tragonísi.

### Localités
L'île comprend une dizaine de localités, dont sa capitale Mykonos Chora :
- Ágios Ioánnis Diakóftis
- Ágios Stéfanos
- Áno Merá
- Elia
- Faros Armenistis
- Fteliá
- Kalafati
- Mykonos (ou Chora)
- Ornos
- Panormos
- Platýs Gialós
- Psarroú
- Tourlos

### Géologie
Le sous-sol de l'île est principalement composé de granite, de roches sédimentaires (au nord-est) et de roches métamorphiques de type schiste bleu.

Moulins à vent de Mykonos
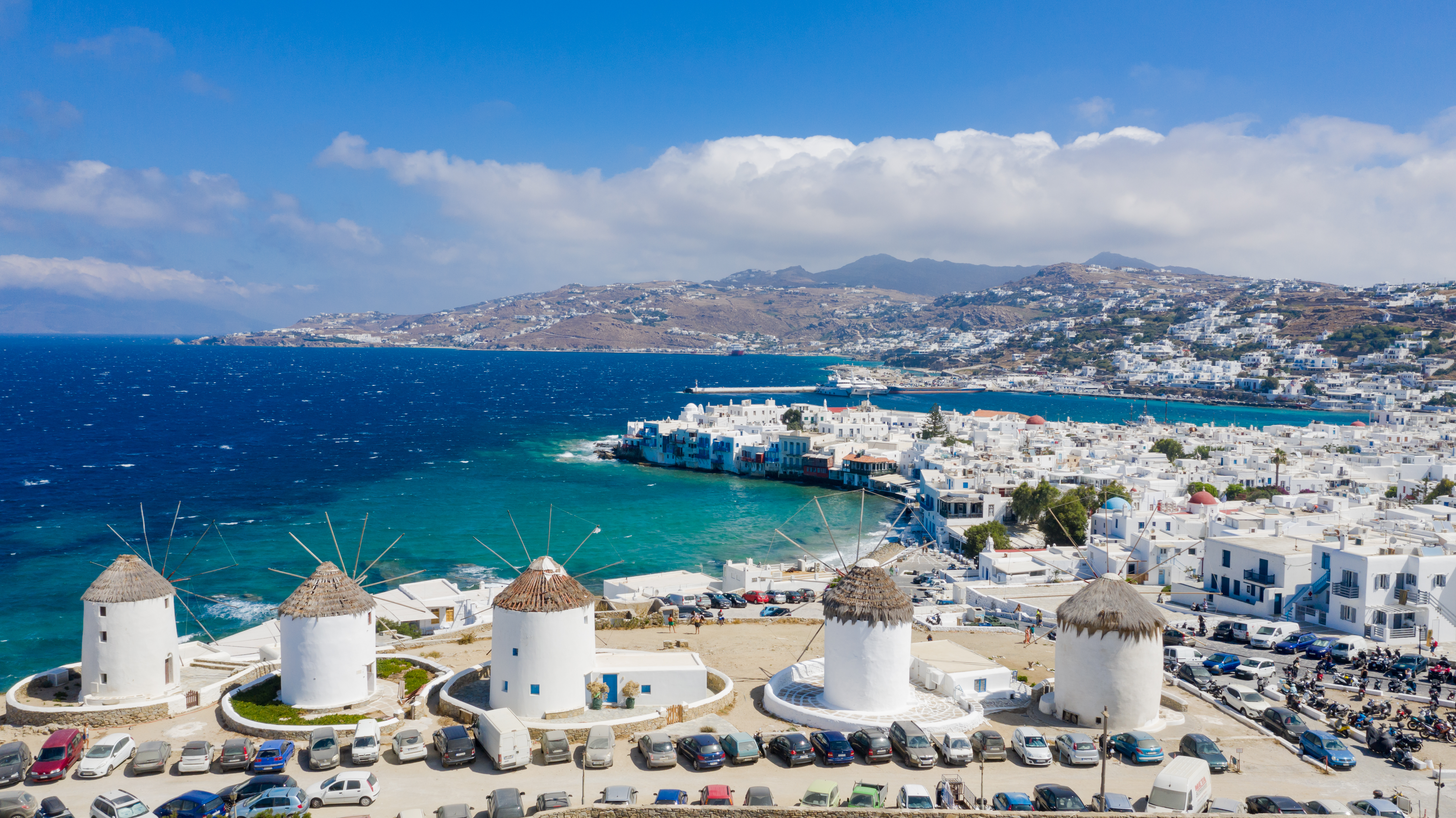
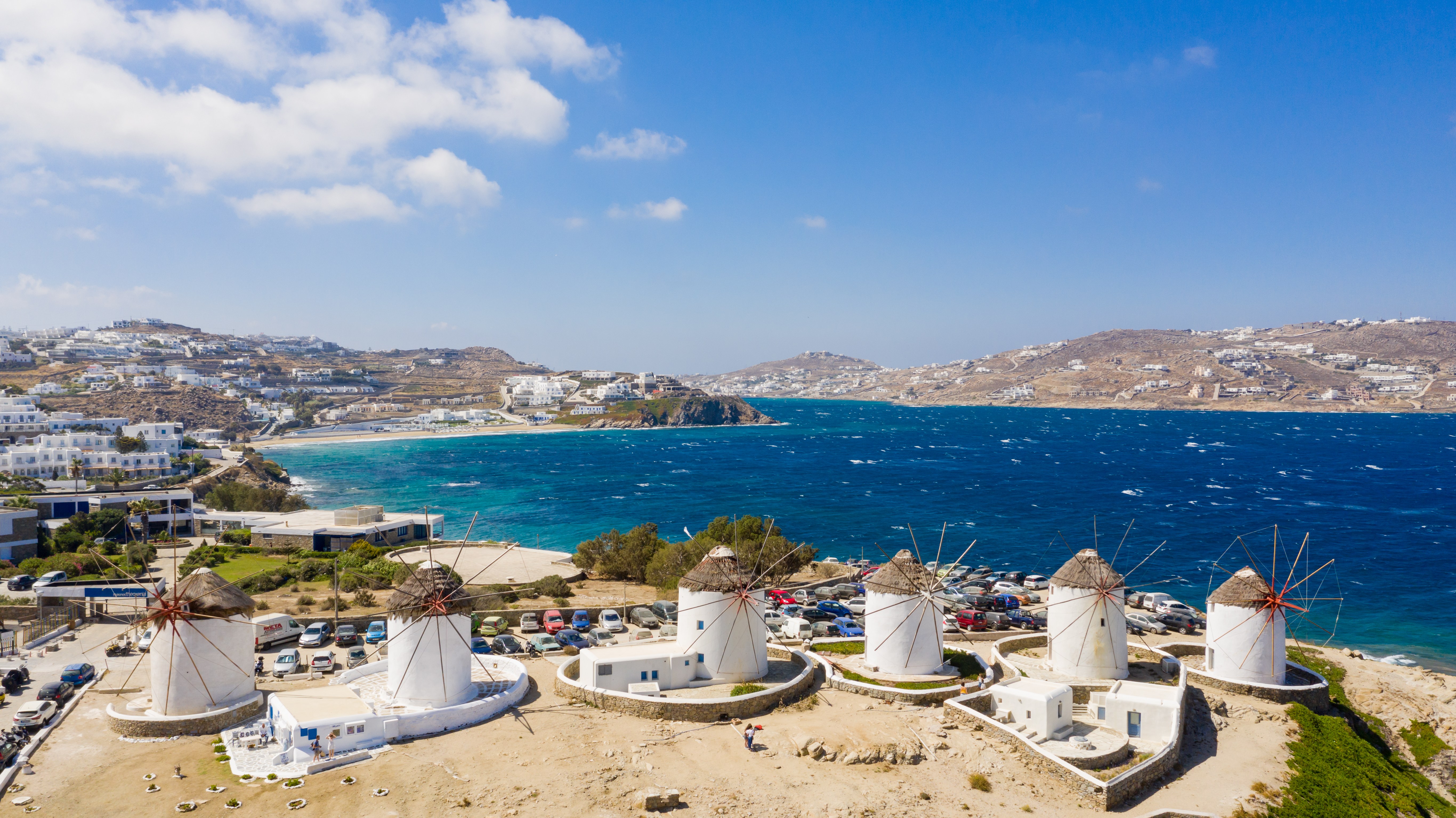

Il existe de nombreux ruisseaux intermittents, mais aucun cours d'eau permanent, et une seule source, située près du monastère de la Panagía Tourlianí ; la majeure partie de l'eau provient donc de puits.

### Relief
Il existe deux modestes massifs montagneux : l'Anomeritis (est) et le Vorniotis (nord-ouest), comprenant chacun deux sommets ; les deux plus hauts sommets de ces deux massifs sont appelés Profitis Ilias (le prophète Élie).

### Climat
Le climat de Mykonos est de type climat méditerranéen, tempéré chaud. Il se caractérise par une sécheresse estivale et des précipitations variables. Les températures moyennes sont de l'ordre de 19 °C. Les deux caractéristiques du climat de l'île sont l'ensoleillement et le vent. Durant l'été, la température moyenne est de 26,3 °C, tandis que l'hiver, elle est de 12,6 °C. Le nombre de jours de précipitations annuelles est de 71. L'hiver, l'île subit les vents violents du sud qui apportent souvent avec eux les orages. Le plus célèbre est le sirocco, qui chaque printemps apporte le sable des déserts et des pluies rouges. L'été, c'est le meltemi qui domine en juillet et août, soufflant tout au long de la journée et réduisant sa vitesse au cours de la nuit. Les vents de tempête ne sont pas rares.

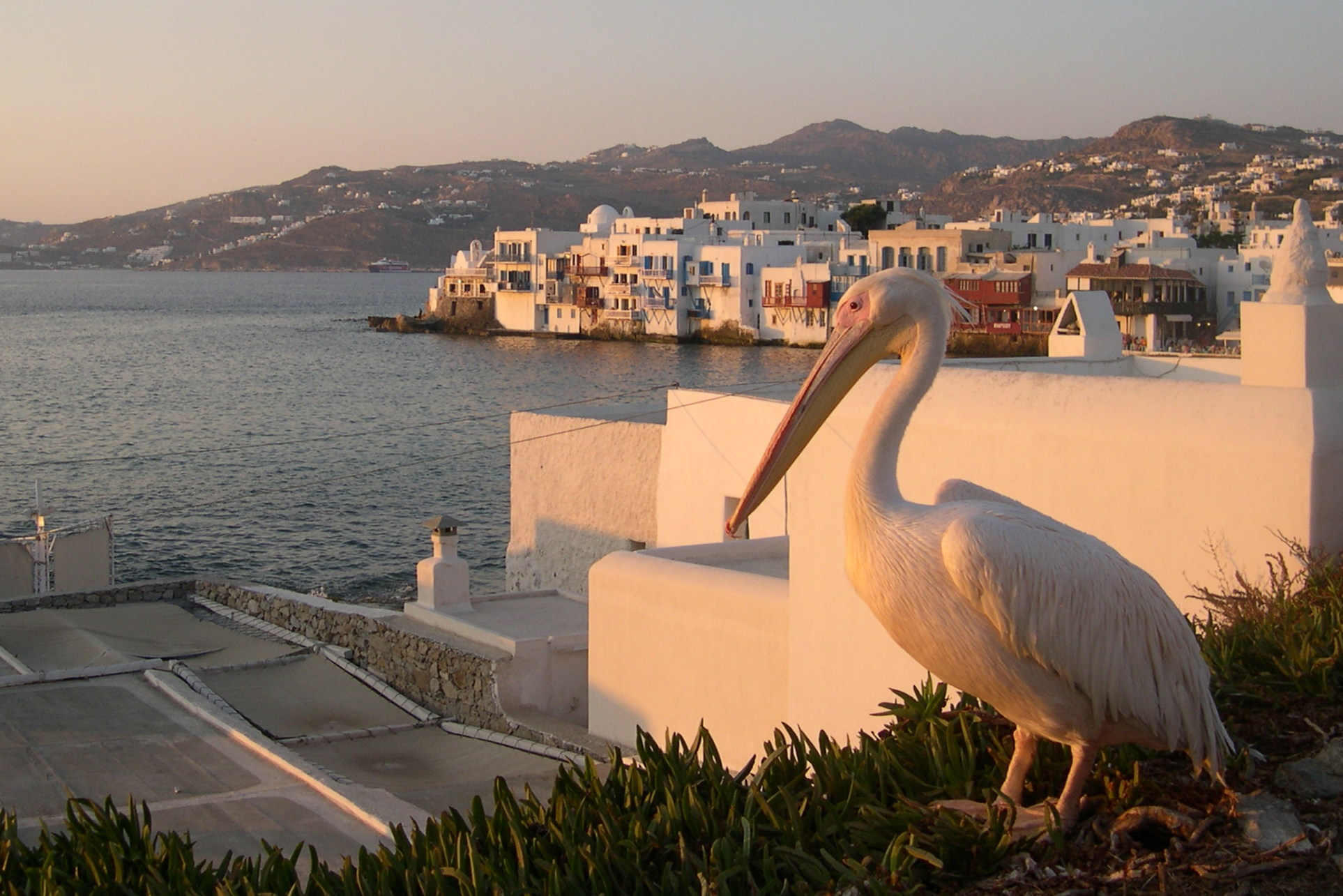
Pélican emblématique de Mykonos

| Mois                     | jan. | fév. | mars | avril | mai | juin | jui. | août | sep. | oct. | nov. | déc. | année |
| ------------------------ | ---- | ---- | ---- | ----- | --- | ---- | ---- | ---- | ---- | ---- | ---- | ---- | ----- |
| Température moyenne (°C) | 12   | 12   | 14   | 16    | 20  | 25   | 27   | 27   | 24   | 20   | 16   | 12   | 18,75 |
| Précipitations (mm)      | 99   | 70   | 59   | 26    | 15  | 4    | 2    | 2    | 12   | 45   | 63   | 100  | 494   |

### Flore et faune sauvage
L'île manque de forêts et présente peu de plantations ou cultures. Celles existantes sont du blé, de l'orge, du raisin et des figuiers. Auparavant, Mykonos était réputée pour la chasse aux cailles et aux tourterelles. Les résidents pratiquent la pêche, qui est loin de couvrir les besoins de l'île, et l'élevage.

## Administration et population
Mykonos fait partie de la périphérie (région administrative) de l'Égée-Méridionale (dont le siège est Ermoúpoli, sur l'île de Syros), et dont elle constitue un des districts régionaux.

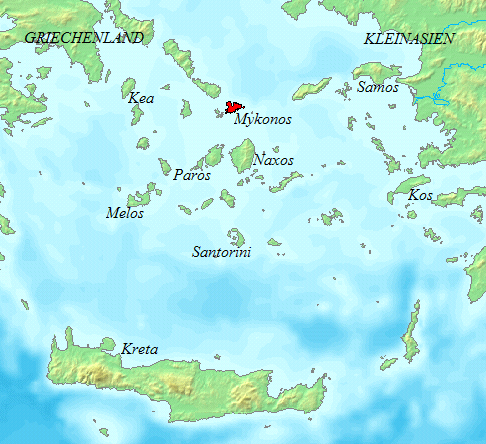
Les Cyclades
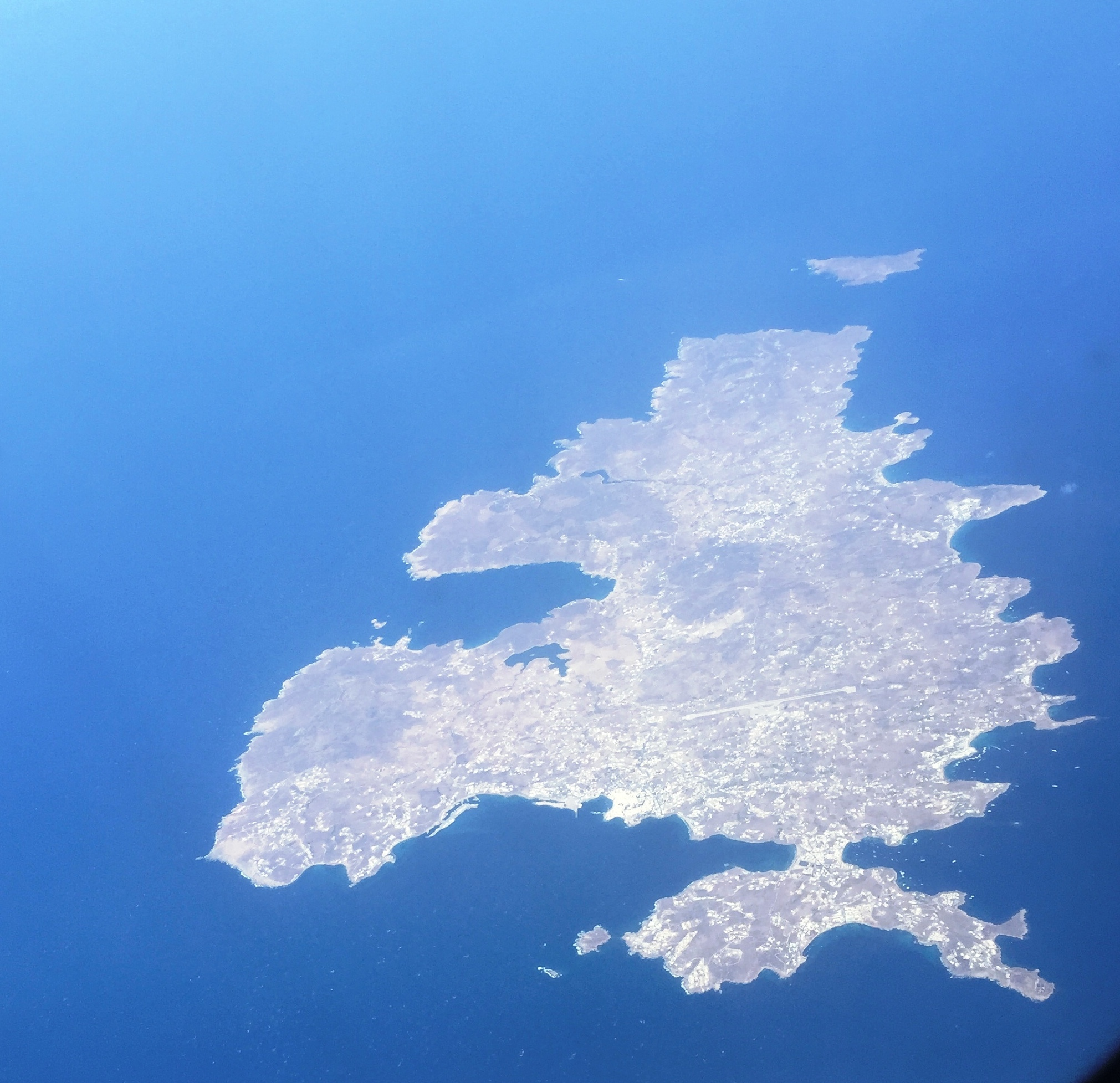
Mykonos vue d'avion
L'île de Mykonos
Dème de Mykonos, à la suite de la réforme Kallikratis (2010).

L'île forme un dème (municipalité) depuis 1997, à la suite de la fusion, dans le cadre du programme Kapodistrias, des deux circonscriptions préexistantes qui sont devenus des districts municipaux :
- le district des Mykoniens (7 929 habitants, avec les îles de Rhénée, Délos et d'autres îlots) ;
- le district d'Ano Mera (1 391 habitants).

La population de Mykonos a varié selon les époques, oscillant de 2 000 et 5 000 personnes, et s'est accrue par les migrations de Crète ou des plus proches îles : Naxos, Folegandros, Sikinos, Kimolos, après les famines et les épidémies, puis les conflits jusqu'à la fin du XVIIIe siècle.
| Année | Population |
| ----- | ---------- |
| 1971  | 3 863      |
| 1981  | 5 530      |
| 1991  | 6 179      |
| 2001  | 9 320      |
| 2011  | 10 134     |

## Mythologie
Selon la mythologie grecque, l'île prend son nom du héros Mycon, fils du roi Aniou de Délos, lui-même fils du dieu Apollon et de la nymphe Rios (ou Royous), fille de Dionysos. Une autre légende veut que les géants qui ont été exterminés par Héraclès pendant la guerre des géants soient enterrés sous les imposantes roches de Mykonos.

## Histoire

### Préhistoire
Le premier peuplement attesté de l’île remonte au Néolithique : il s’agit de tribus originaires de Carie. Puis les Phéniciens leur succèdent.

### Antiquité
Une tombe à tholos datant de la fin du IIe millénaire av. J.-C. appartenant probablement à un noble a été mise au jour sur l'île.
Au début du XIe siècle av. J.-C., des Ioniens d'Athènes se sont installés et ont dominé l’île après en avoir expulsé les dominateurs précédents, des Achéens. Pendant les guerres médiques, Mykonos accueille le général perse Datis, de retour de la bataille de Marathon. Par la suite, Mykonos fait partie de la ligue de Délos, au sein de laquelle elle paie un tribut d’un talent et demi, réduit à un talent, par la suite. En raison de sa proximité avec Délos, l’île sert de base de ravitaillement à cette dernière. Le temple d’Apollon à Délos possède ainsi des terres au sud-ouest de Mykonos. L’île était plutôt pauvre bien qu’étant une île agricole. Les habitants étaient adorateurs de Dionysos, Déméter, Zeus, Apollon, Poséidon et Héraklès. Pline l'Ancien (Ier siècle) précise à propos de l'île : « Mycone, avec le mont Dimaste, à 15 000 pas de Délos ».

### Moyen Âge
À partir de 1204, à la suite de la quatrième croisade et de la chute de Constantinople, les conquérants latins se partagent l'Empire byzantin. La souveraineté sur les Cyclades revient aux Vénitiens, qui annoncent qu'ils cèdent l'administration des îles à celui étant capable de les gérer en leur nom. De nombreux aventuriers arment des flottes à leurs propres frais et les frères Andrea et Geremia Ghisi deviennent maîtres de Tinos et Mykonos[réf. incomplète]. L'île passe ensuite sous administration vénitienne directe, comme Tinos, en 1390.

### Époque moderne
En 1537, l'île est attaquée par le grand amiral de Soliman le Magnifique, Barberousse, et passe sous contrôle de l'Empire ottoman, étant rattachée au domaine du Kapudan Pacha. Pendant la période ottomane, l'île est pratiquement autonome, les impôts étant collectés par les autorités locales.
De nombreux habitants de l'île sont actifs pendant la révolution d'Orloff (1770-1774), au cours de laquelle Mykonos est occupée par l'Empire russe. L'économie de l'île profite ensuite du traité entre Ottomans et russes.
Des entreprises de boulangerie et de meunerie (moulins à vent de Mykonos) s'y développent, grâce au blé d'Ukraine, transformé en pains et en biscuits, ensuite envoyés sur des navires.

### Époque contemporaine
Pendant la Révolution française, la bataille navale de Mykonos du 17 juin 1794 oppose le Royaume-Uni et la France.
L'île participe à la guerre d'indépendance grecque. Elle résiste à une expédition punitive ottomane en empêchant le débarquement d'un escadron de la flotte de l'Empire ottoman en 1822 grâce à son héroïne locale Manto Mavrogenous. Les Myconiens participent activement à la guerre, avec quatre navires armés, dont deux sont totalement équipés et fournis par Manto Mavrogenous : avant que la guerre soit finie, elle avait dépensé la quasi-totalité de sa considérable fortune familiale.

## Économie
Durant les années 1950 et en raison du développement du tourisme la popularité de l'île a augmenté ainsi que sa population. Aujourd'hui, on estime que Mykonos compte 11 000 résidents et qu'il y a 4 000 résidents étrangers. Pendant les mois d'été durant la saison touristique l'île accueille plus de 50 000 vacanciers, habitants et travailleurs à temps partiel. Plus de 80 % des emplois de l'île sont impliqués dans l'industrie du tourisme, le reste se répartit entre la pêche, l'agriculture et la construction.

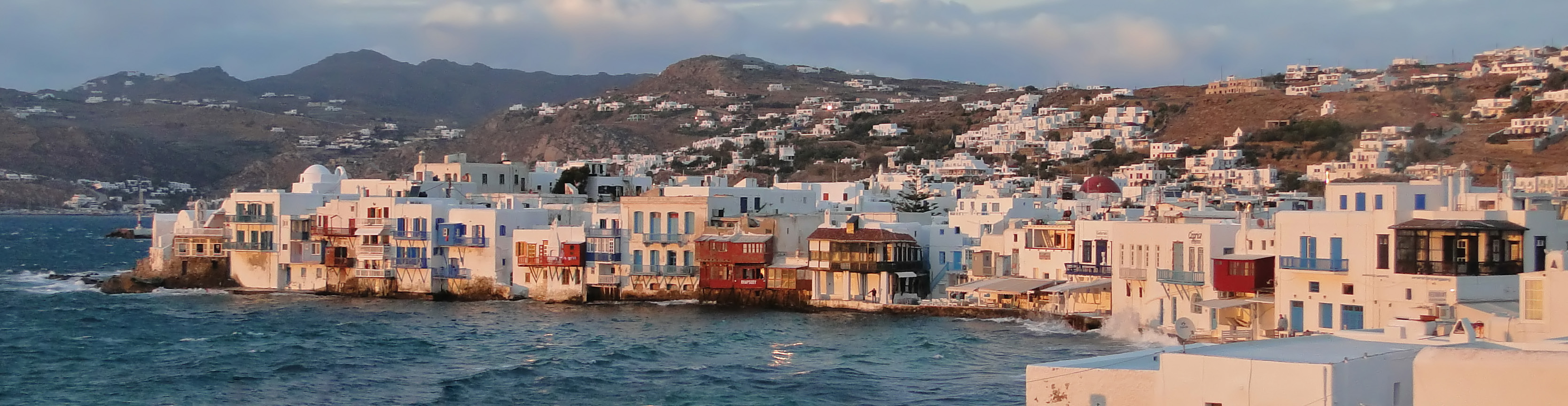
Petite Venise de Mykonos

Selon le dernier recensement fait en Grèce (2001) la population de l'île s'élevait à 9 320 habitants.
L'activité principale de l'île est le tourisme. En octobre 2010, l'île a été élue destination européenne favorite par 25 000 personnes lors d'une consultation pour le magazine Condé Nast Traveler.

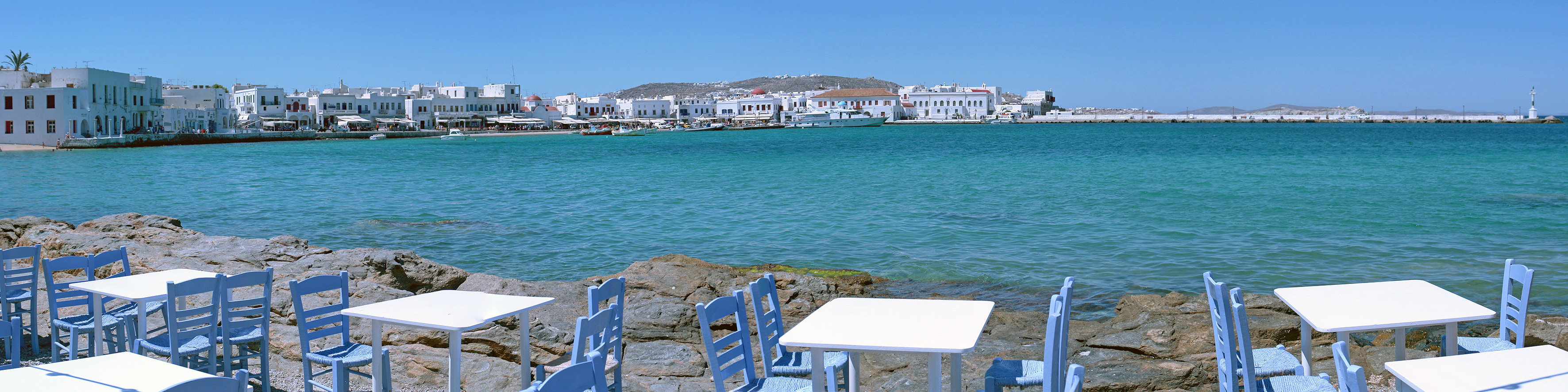
Vieux port de Mykonos
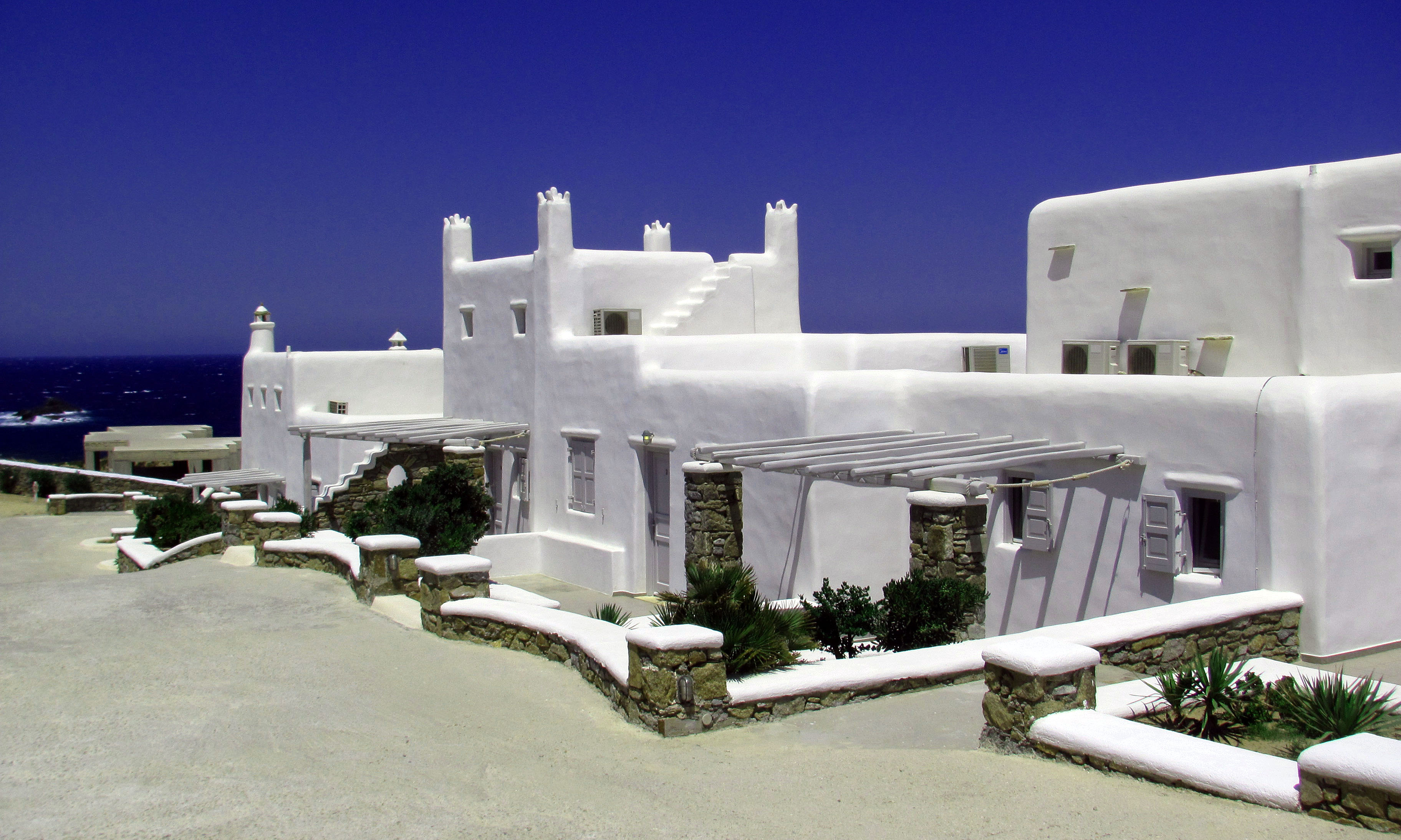
Exemple de patrimoine immobilier de l'architecture cycladique

En 2010, un article paru dans la presse britannique révèle que le gouvernement Grec, pour faire face à la crise grecque, envisageait de vendre une partie de l'île.
Alors que toute construction immobilière nécessite, légalement, l’autorisation d’un archéologue attitré pour éviter la destruction de vestiges, les constructions illégales sont en réalité nombreuses et une grande impunité règne sur l’île. Selon l’association des archéologues grecs, les constructions illégales à Mykonos sont devenues « hors de contrôle ». Depuis 1974, les autorités grecques ont amnistié déjà neuf fois les propriétaires des constructions illégales.

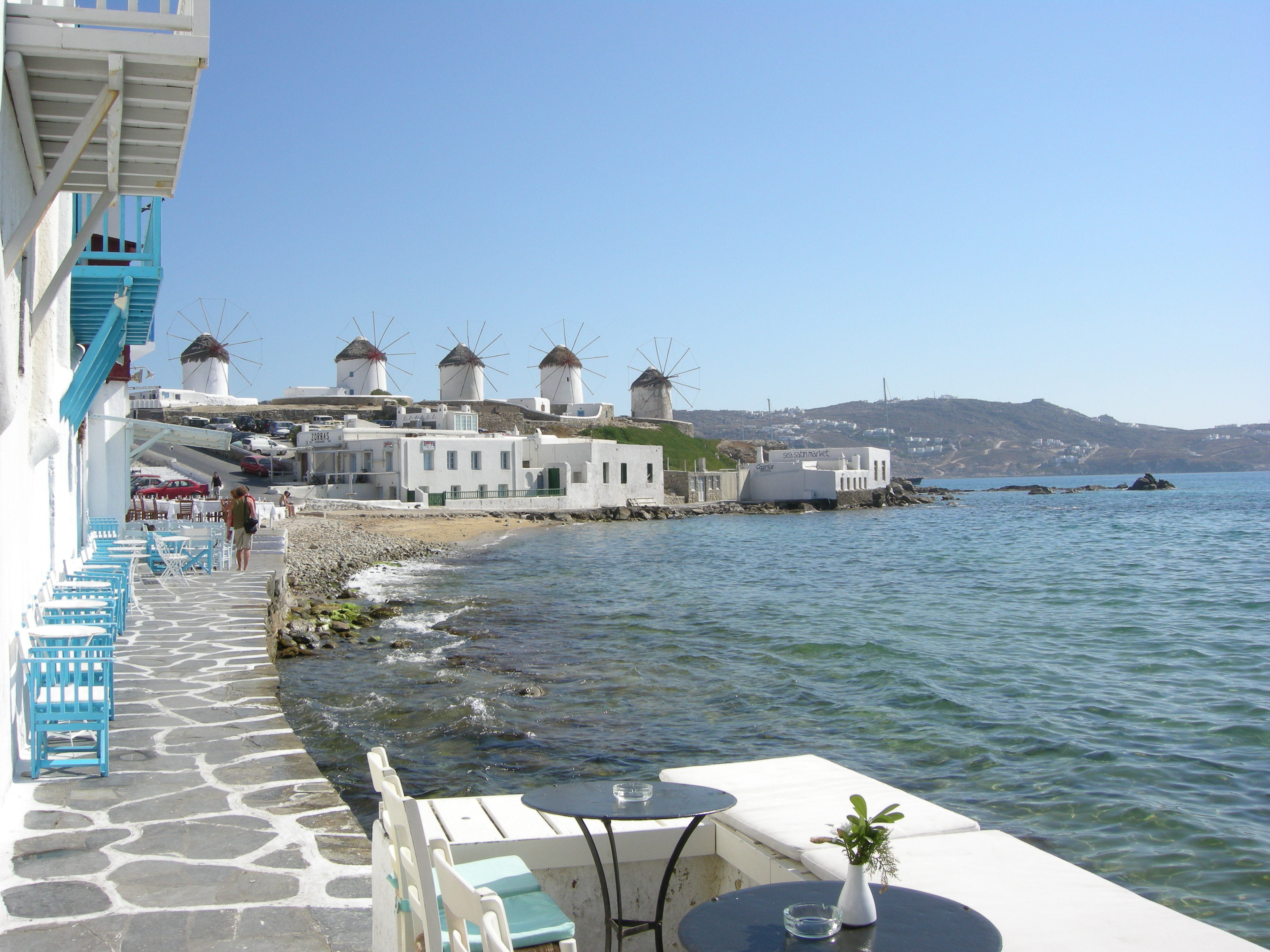
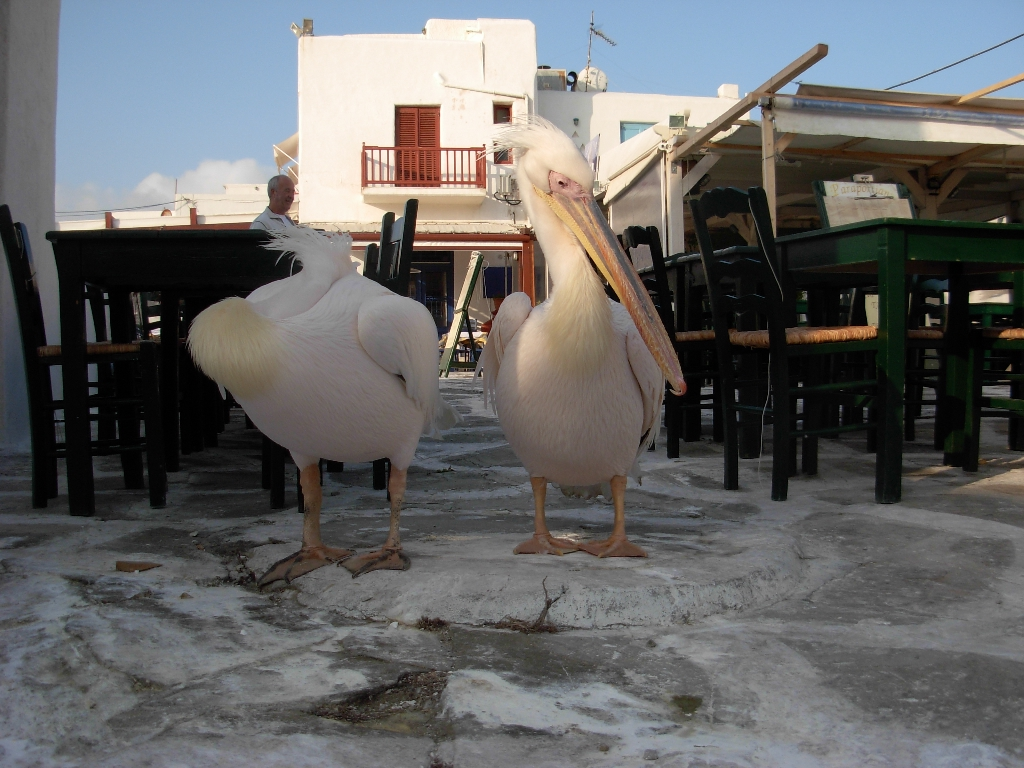
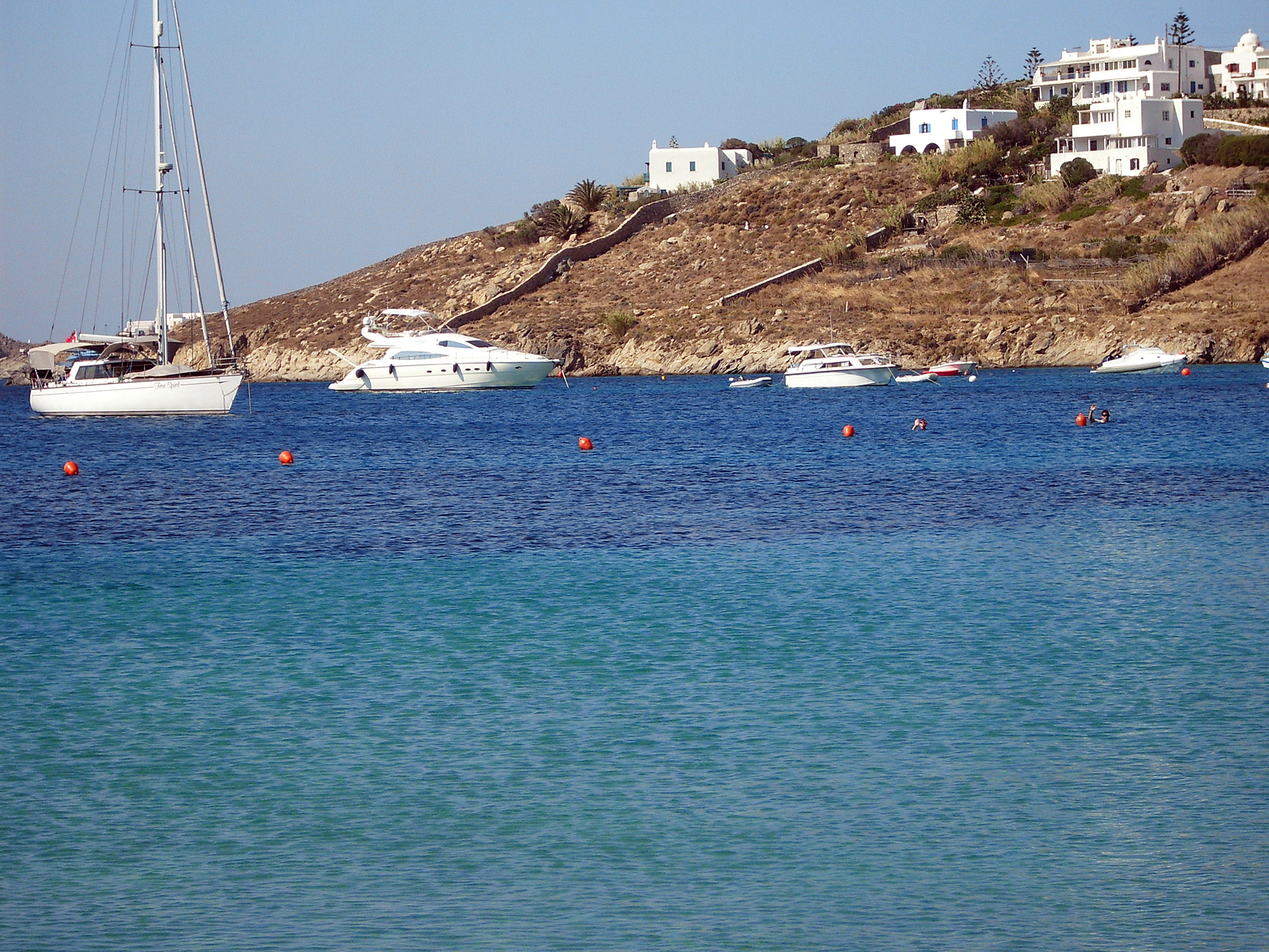
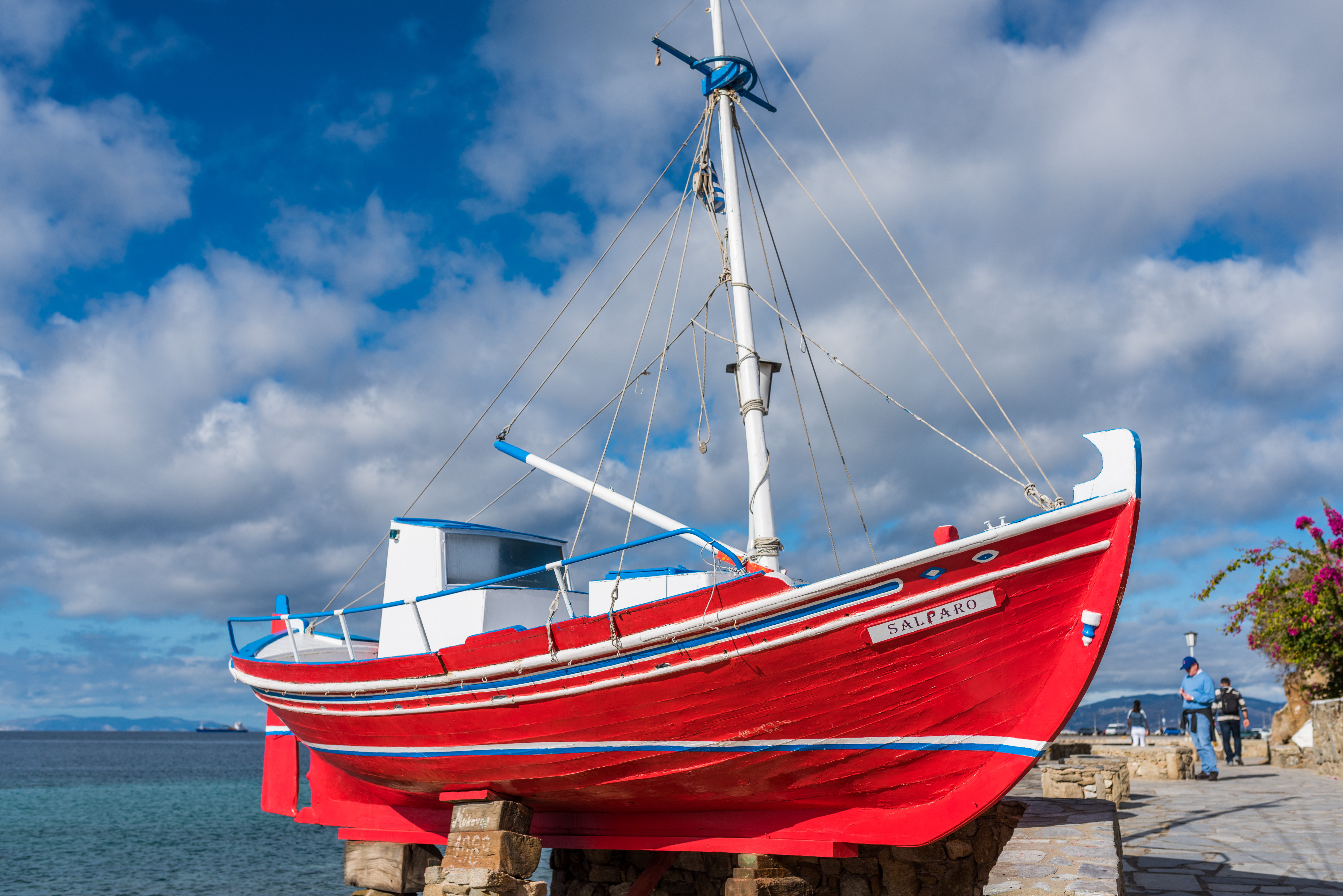
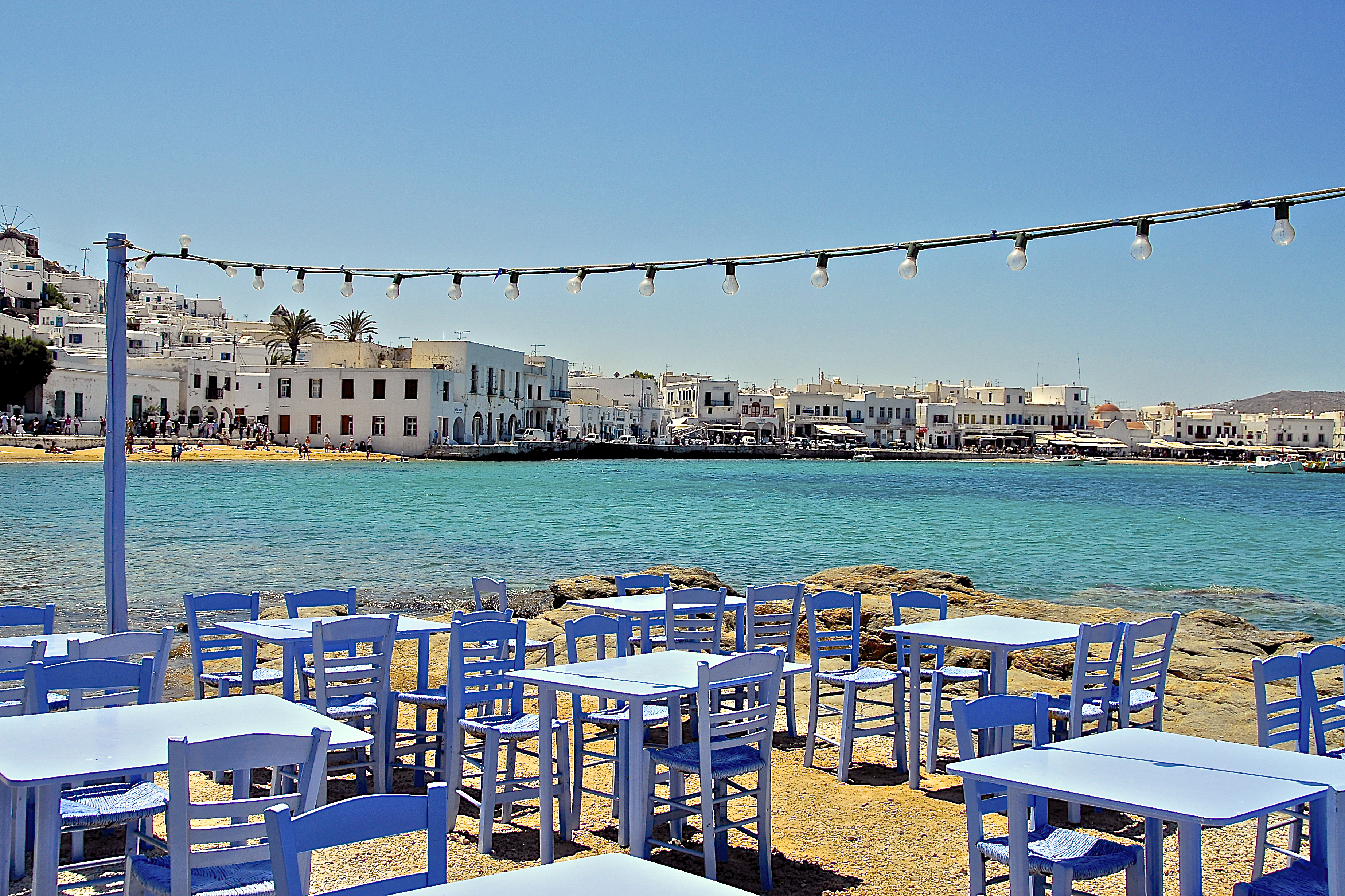
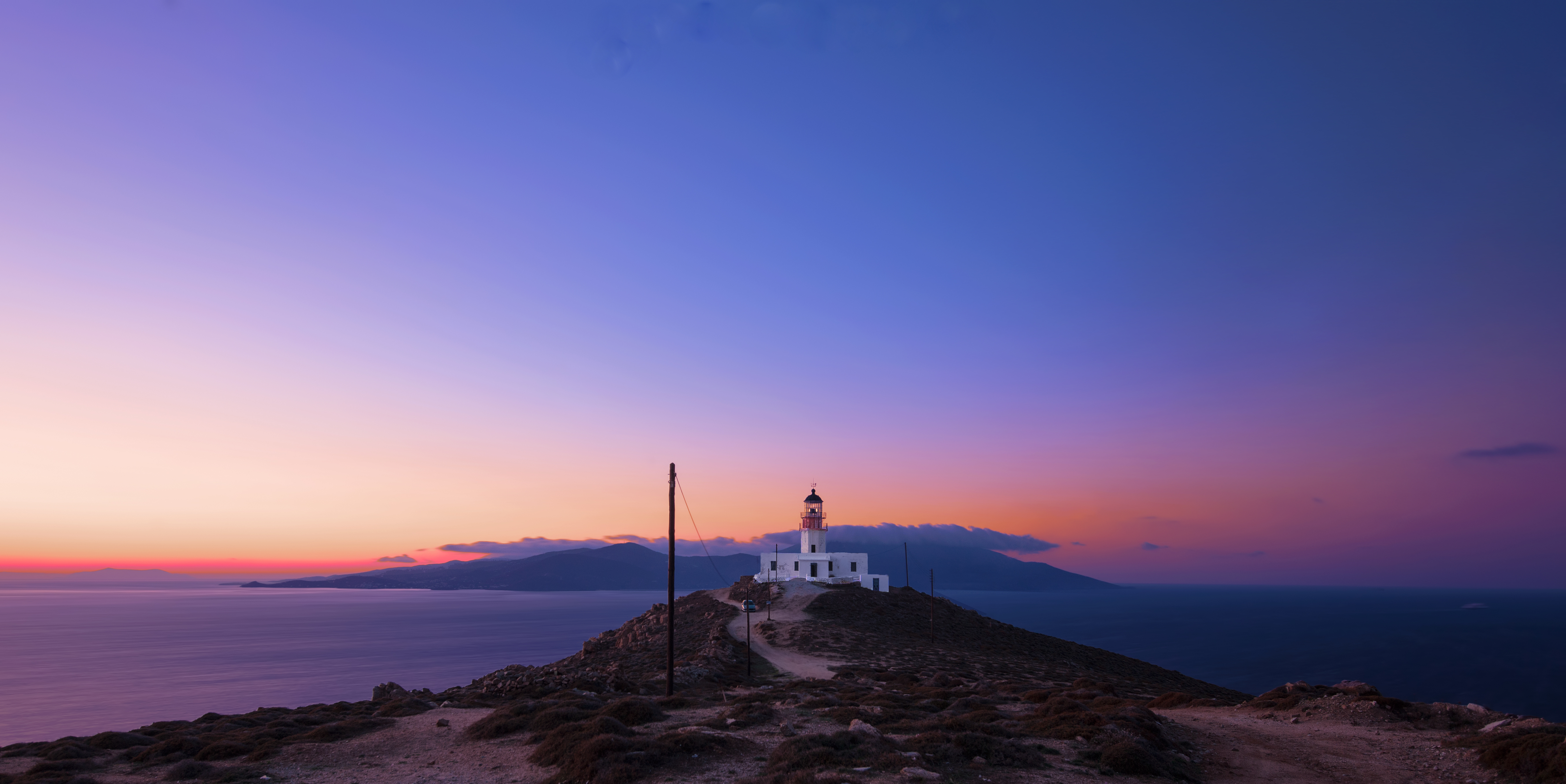
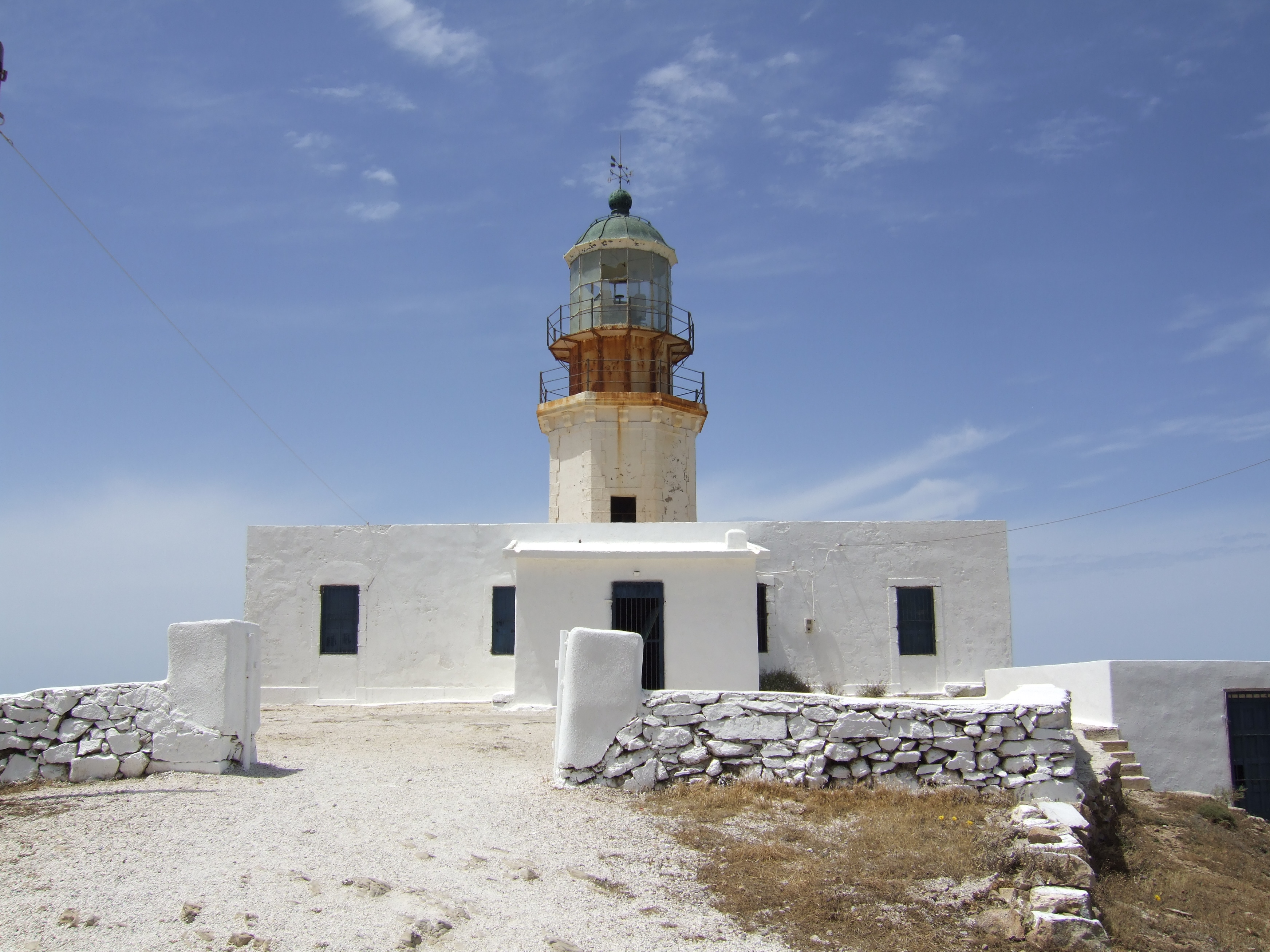
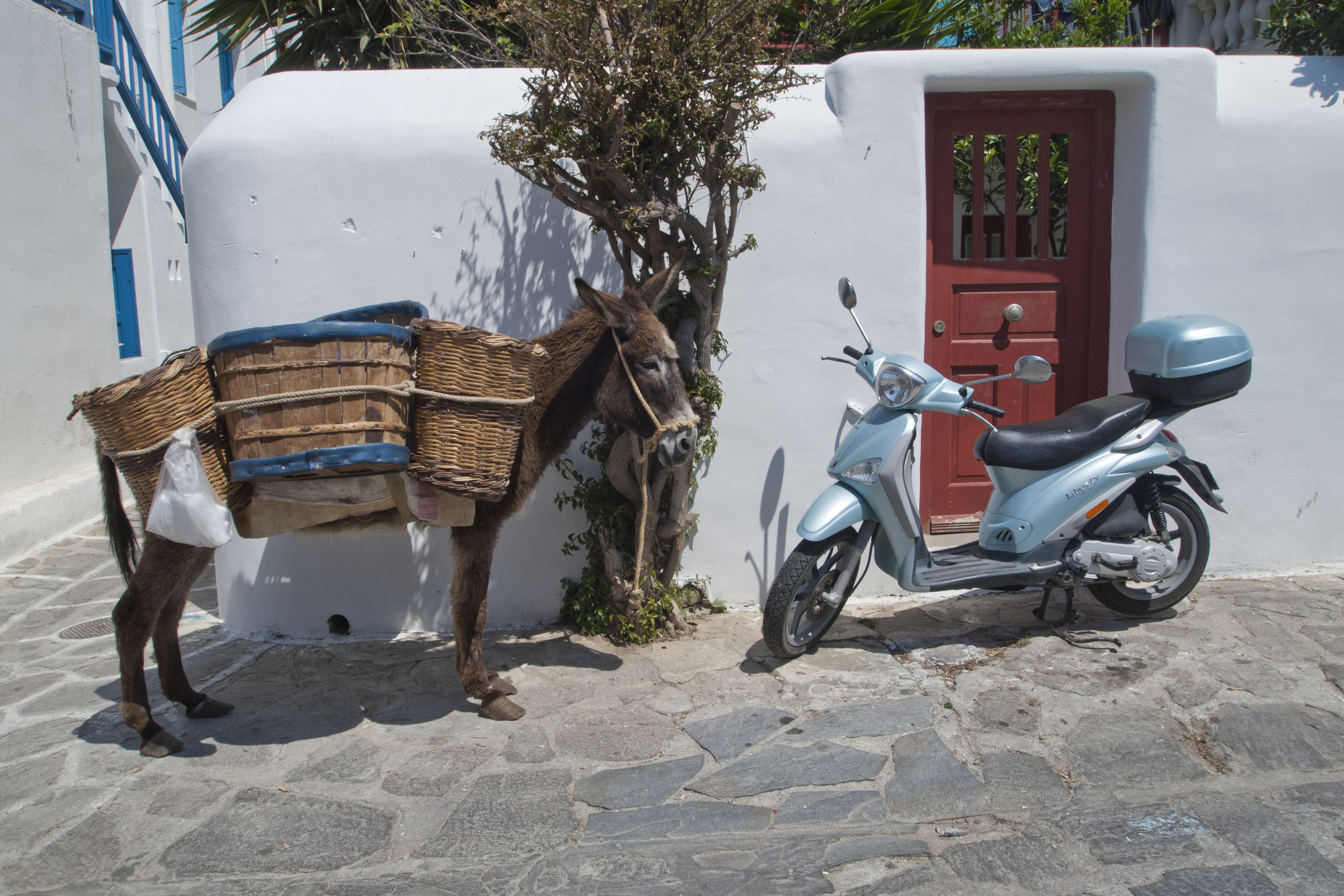
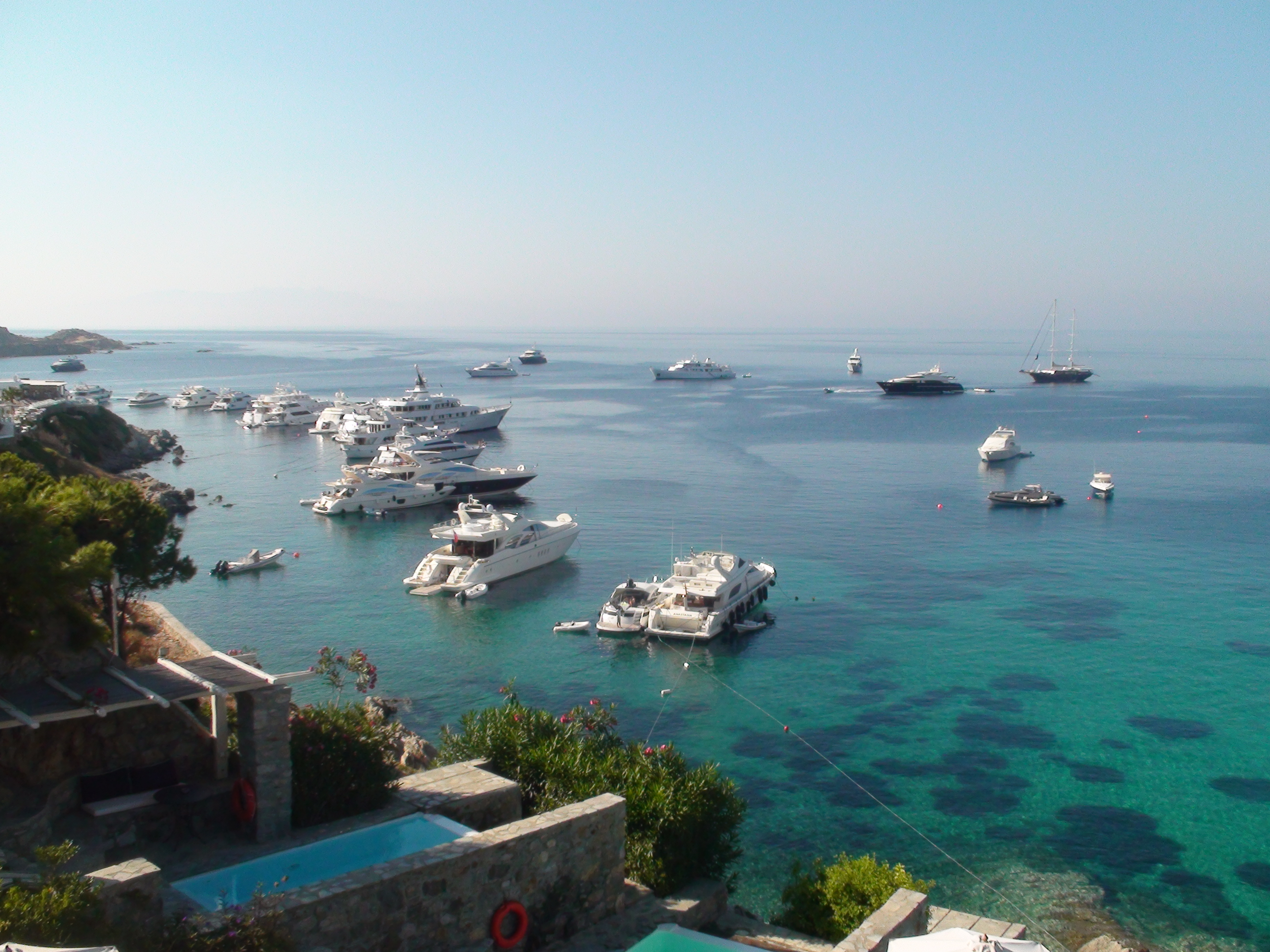
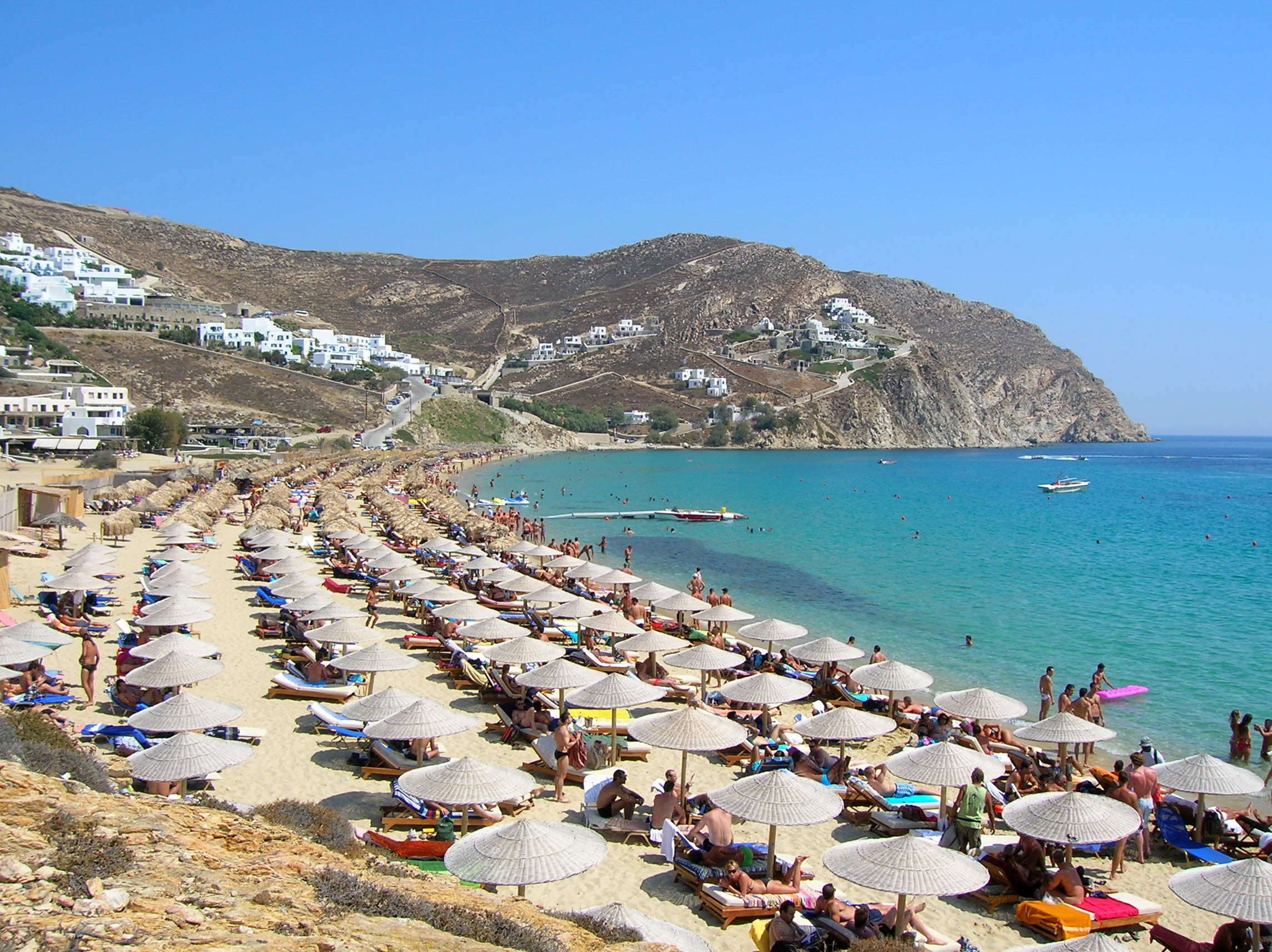
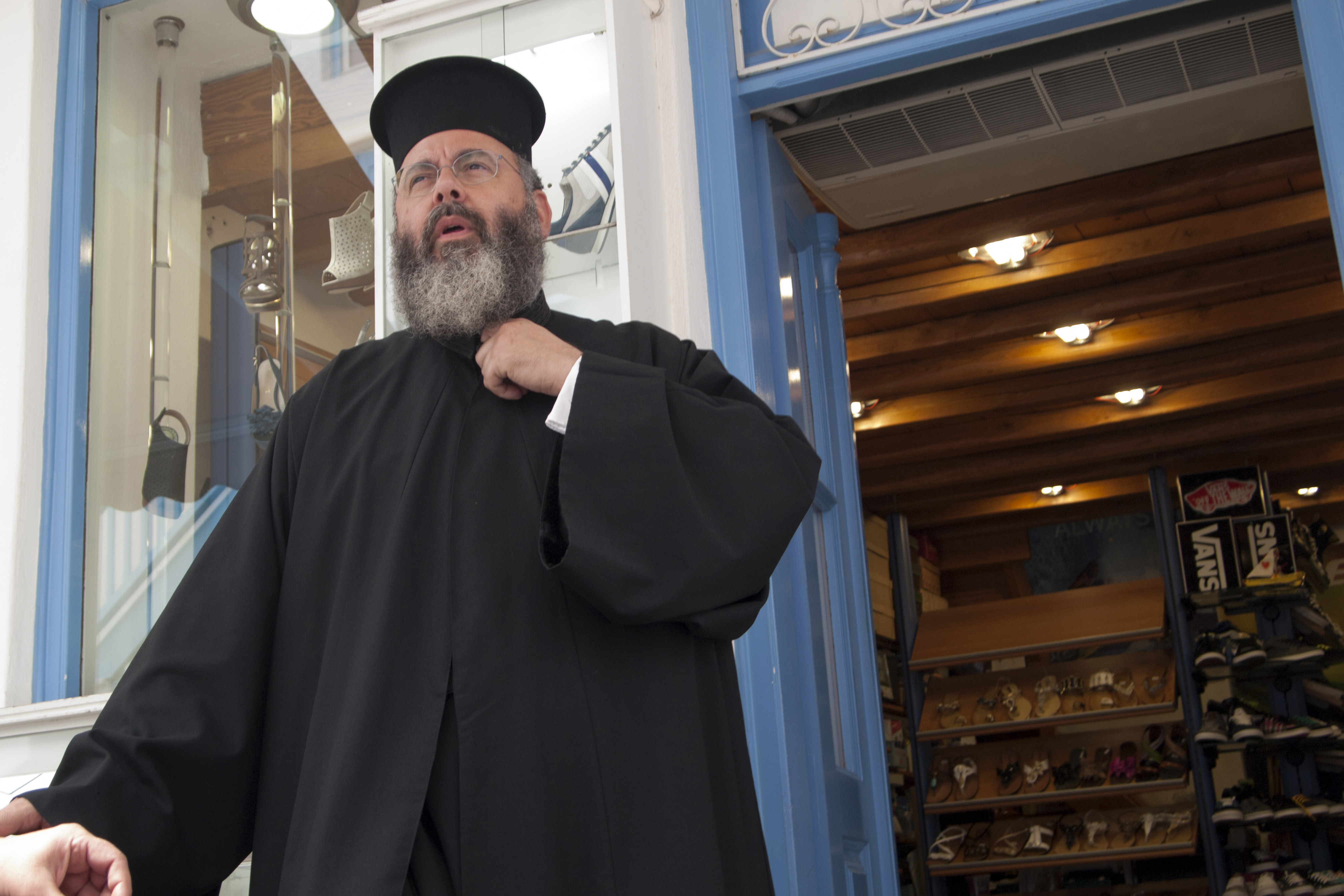
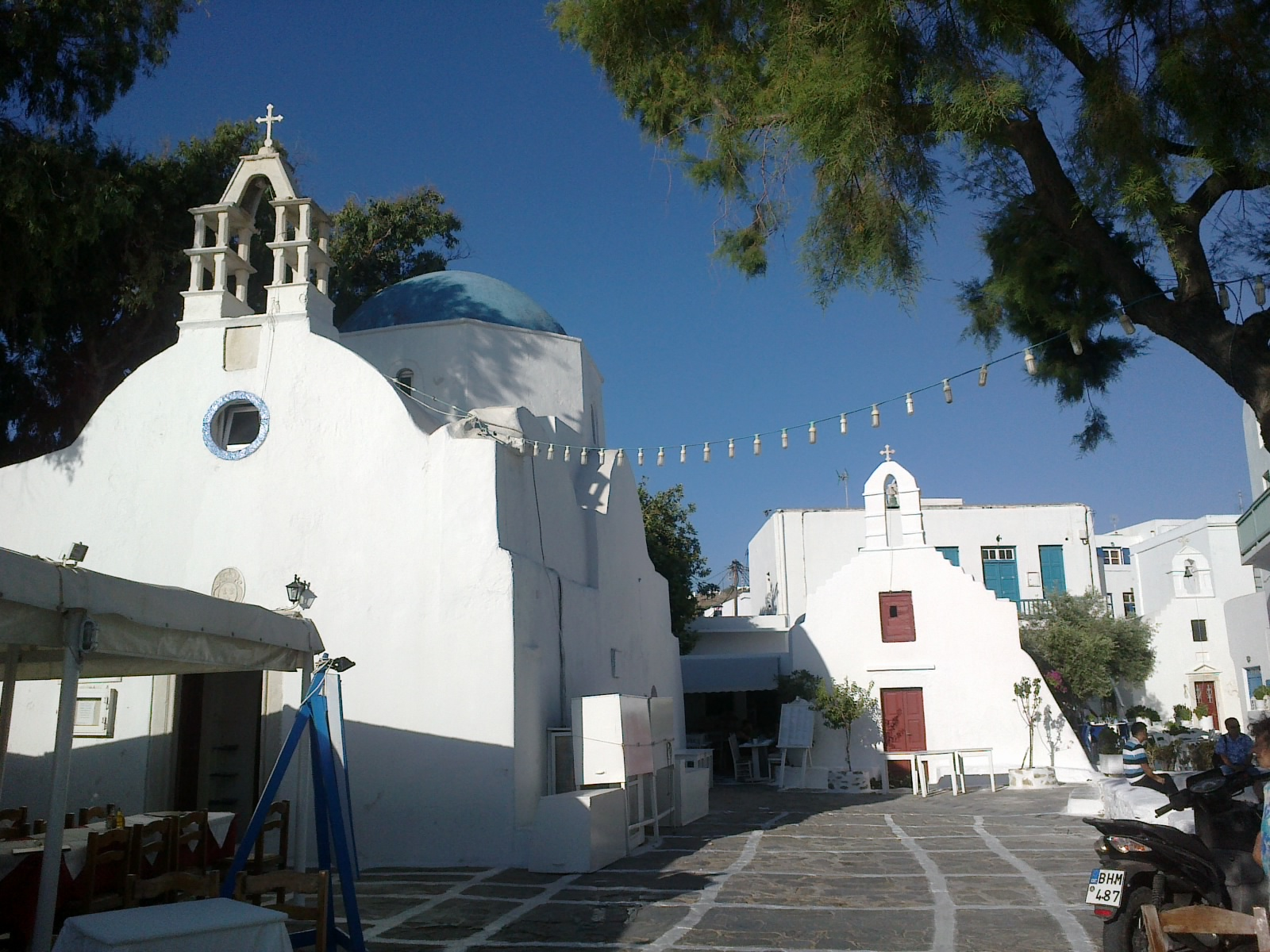
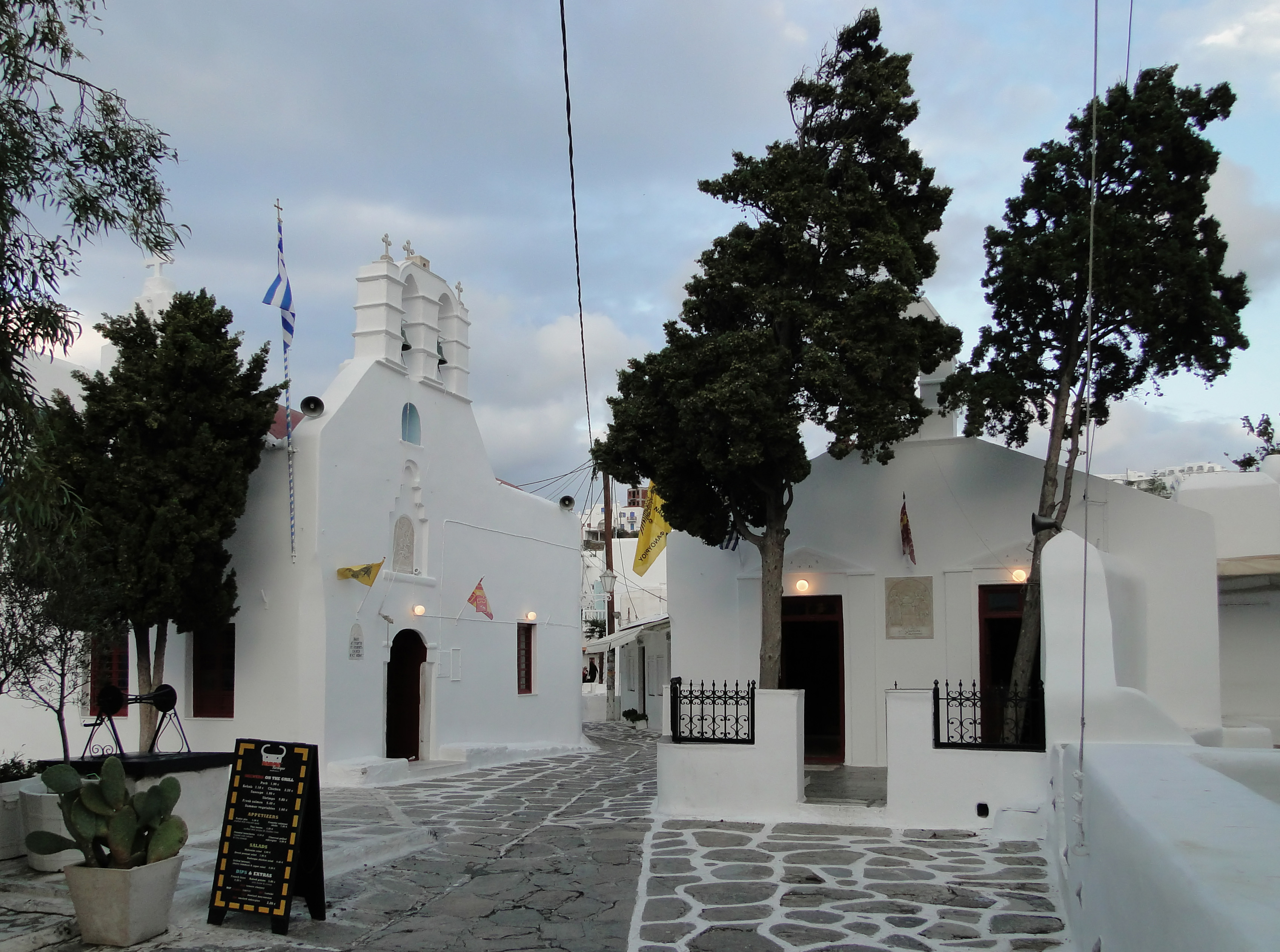
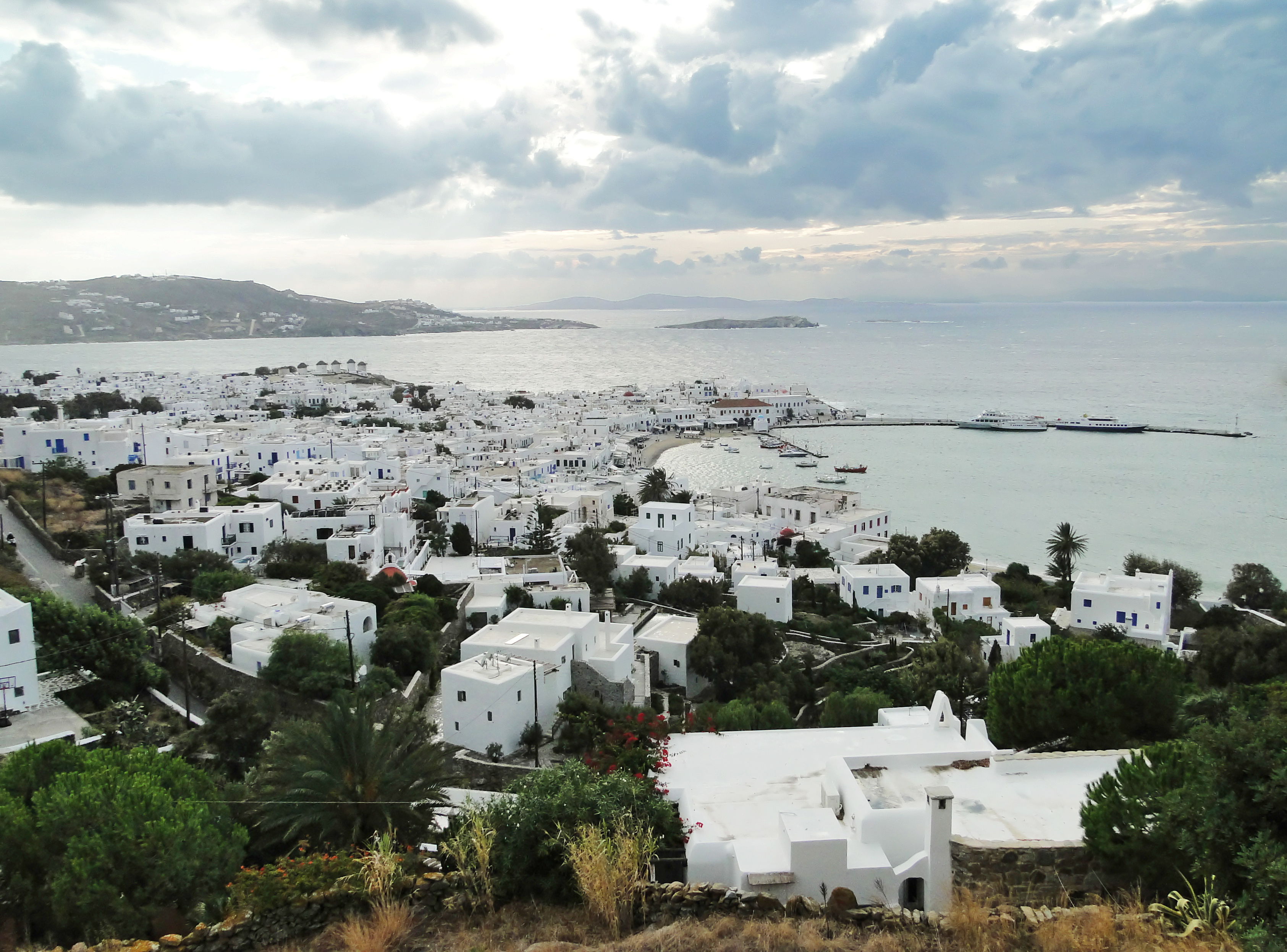
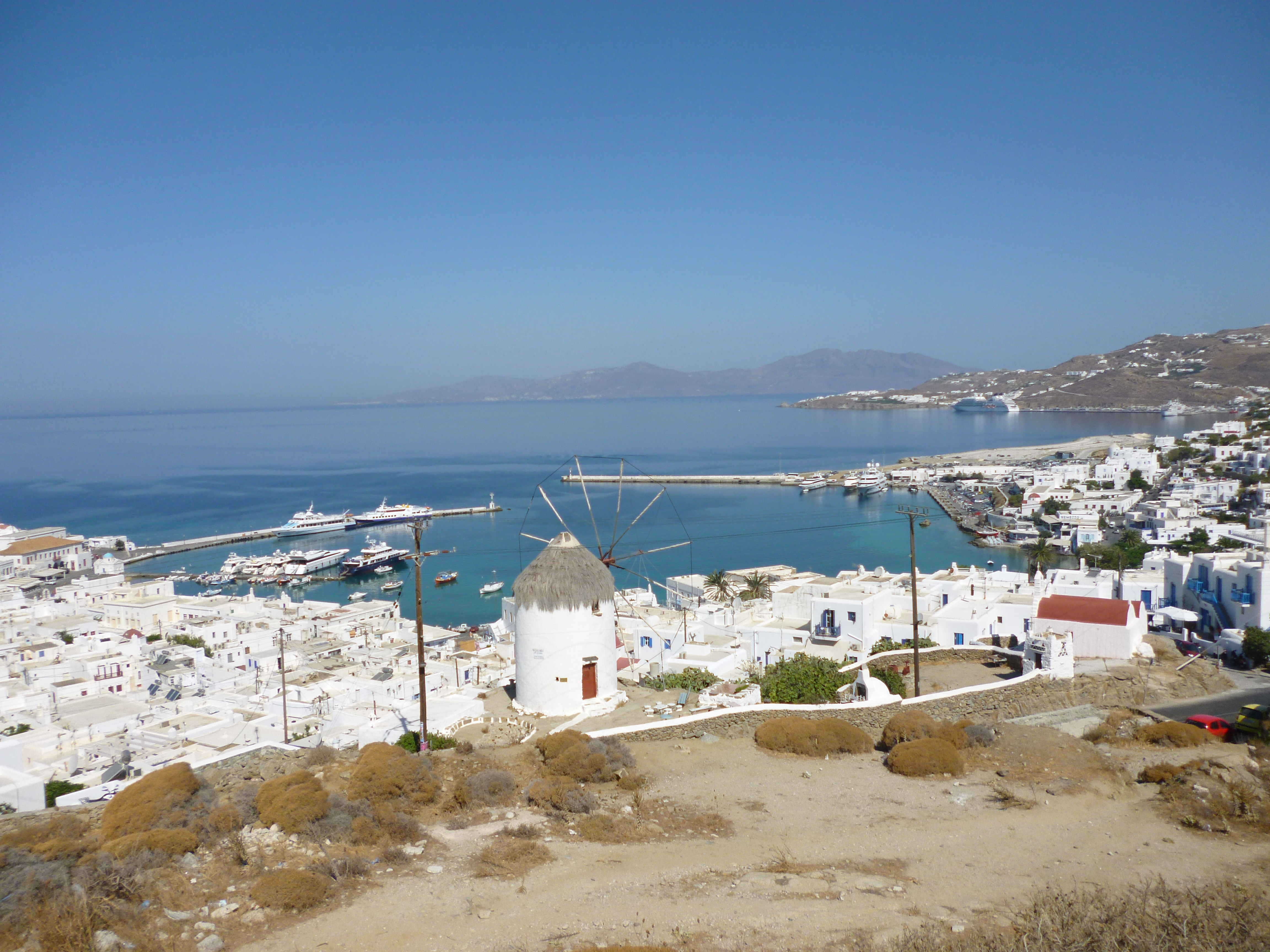

### Agriculture
L'élevage est pratiqué sur l'île, ainsi que la pêche et la culture de céréales.

### Mines: manganèse, fer, cuivre et galène
Les mines de l'île sont à l'abandon, les gisements ne sont plus exploités.

### Transports

#### Transport maritime

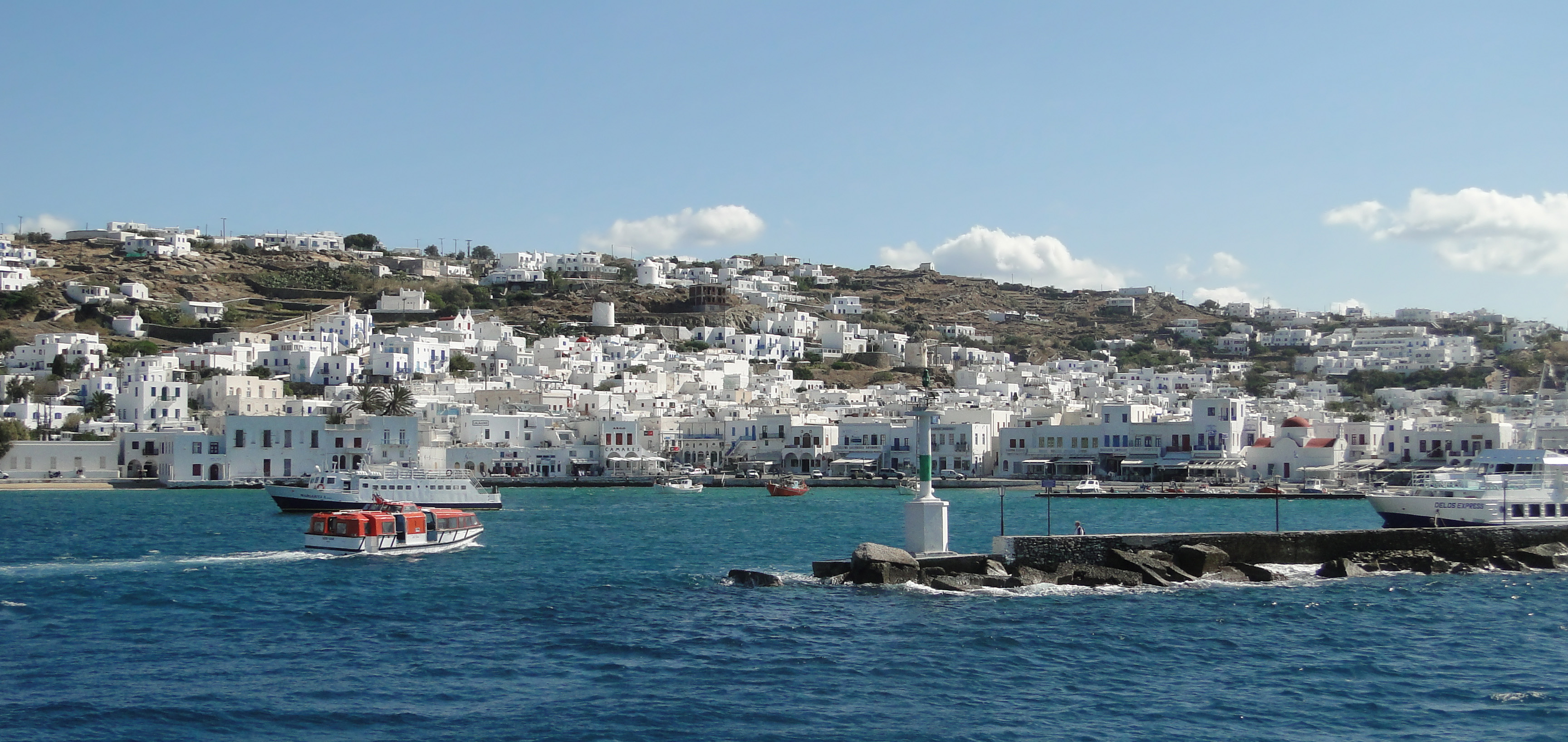
Vieux port de Mykonos.

La vie de l'île est historiquement liée au vieux port de Mykonos. L'augmentation du tourisme a conduit l'île, en 1994, à lancer des travaux de construction du Nouveau Port de Mýkonos, inauguré en 1999, le vieux port n'était pas suffisant pour accueillir les ferries et les navires de croisière. De plus le port n'était pas protégé contre les vents du nord, rendant l'ancrage des navires difficile. En 2011, un appel d'offres est lancé pour la rénovation du port.
L'île de Mykonos est desservie par de nombreuses liaisons maritimes (ferry classiques et NGV) à partir des ports du Pirée, de Raffina ou Héraklion. Les liaisons au départ du Pirée sont quotidiennes et durent toute l’année et l’été ils se doublent ou se multiplient selon la période.

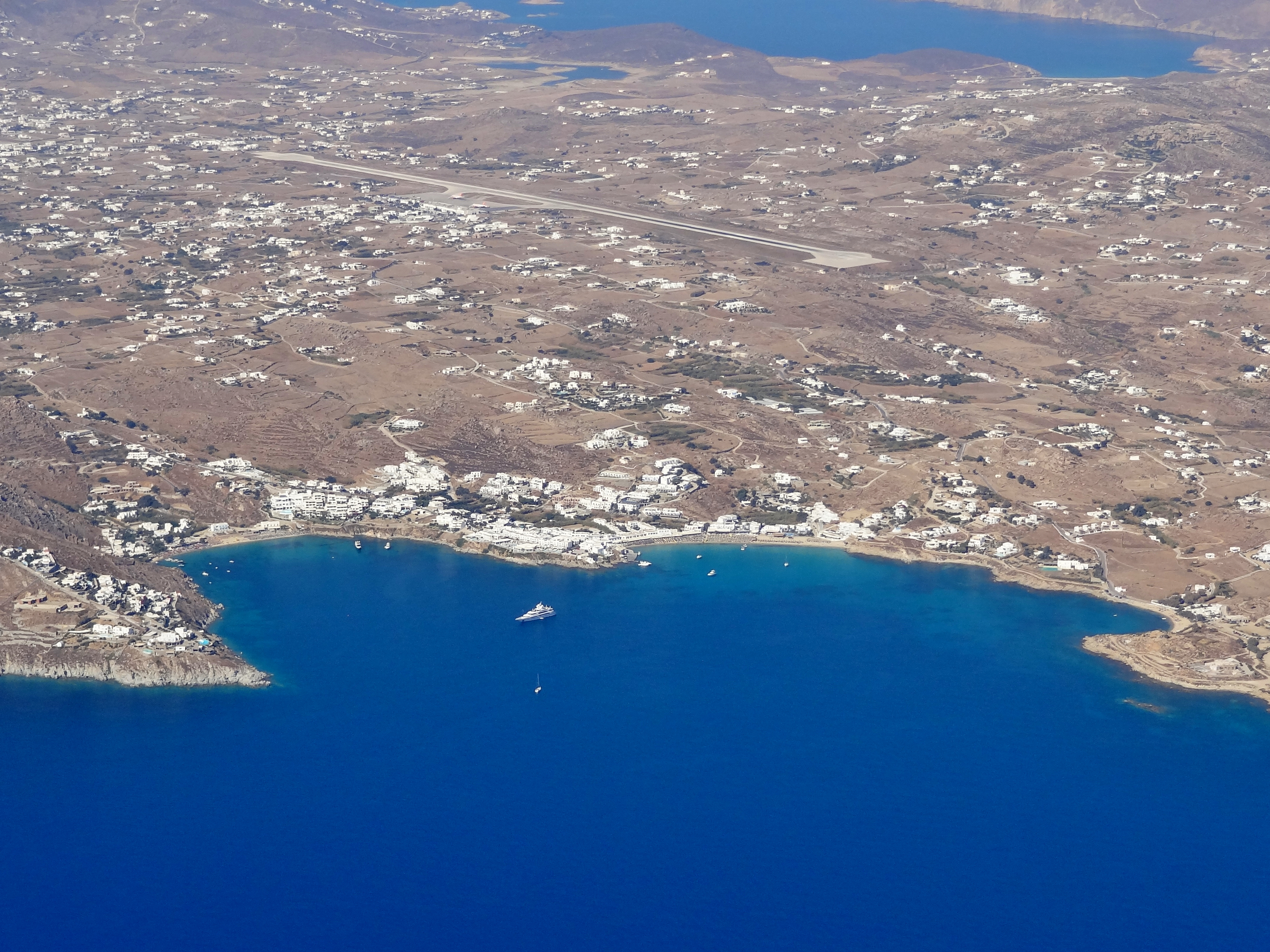
Aéroport de Mykonos

#### Transport aérien
L'aéroport de Mykonos, construit en 1971, se trouve à quatre kilomètres au sud-est de la ville de Mykonos et est desservi par des vols internationaux durant tout l'été. Hors saison estivale, cet aéroport est desservi par des vols nationaux. Il est doté d'une piste d'une longueur de 1 900 m.

#### Transport routier

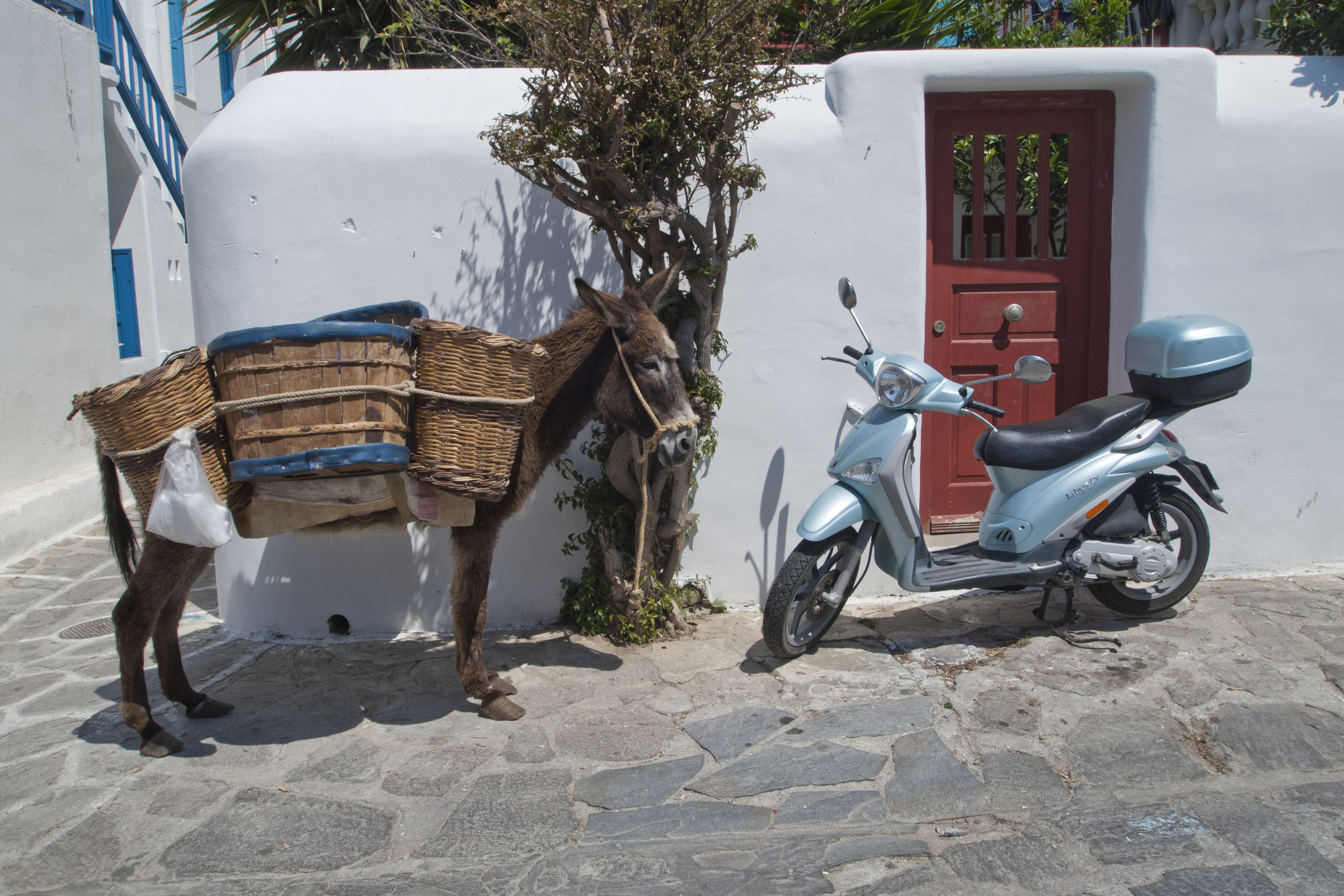

Le réseau routier de Mykonos est très correct. Des bus municipaux (KTEL) desservent pratiquement toutes les régions de l'île. Mykonos possède deux arrêts de bus centraux : le premier est localisé dans la partie sud de la ville de Mykonos (près de la place Fabrika) et il dessert principalement les plages du sud : Ornós, Ágios Ioánnis, Paránga, Psarroú, Platýs Gialós et Paradise. Le deuxième arrêt de bus est situé au nord de Chóra (près du Musée archéologique) et dessert les plages de l'ouest, ainsi que les villages d’Áno Merá et de Toúrlos. Par ailleurs, il existe un grand nombre de taxis. En complément de ces deux réseaux, il existe des navettes « caïques » — petites barques de pêcheurs — converties l’été en « taxis ». Elles partent du vieux port et de Platýs Gialós pour les plages suivantes : Super Paradise, Agrari, Elia, Paránga et Paradise.

### Tourisme

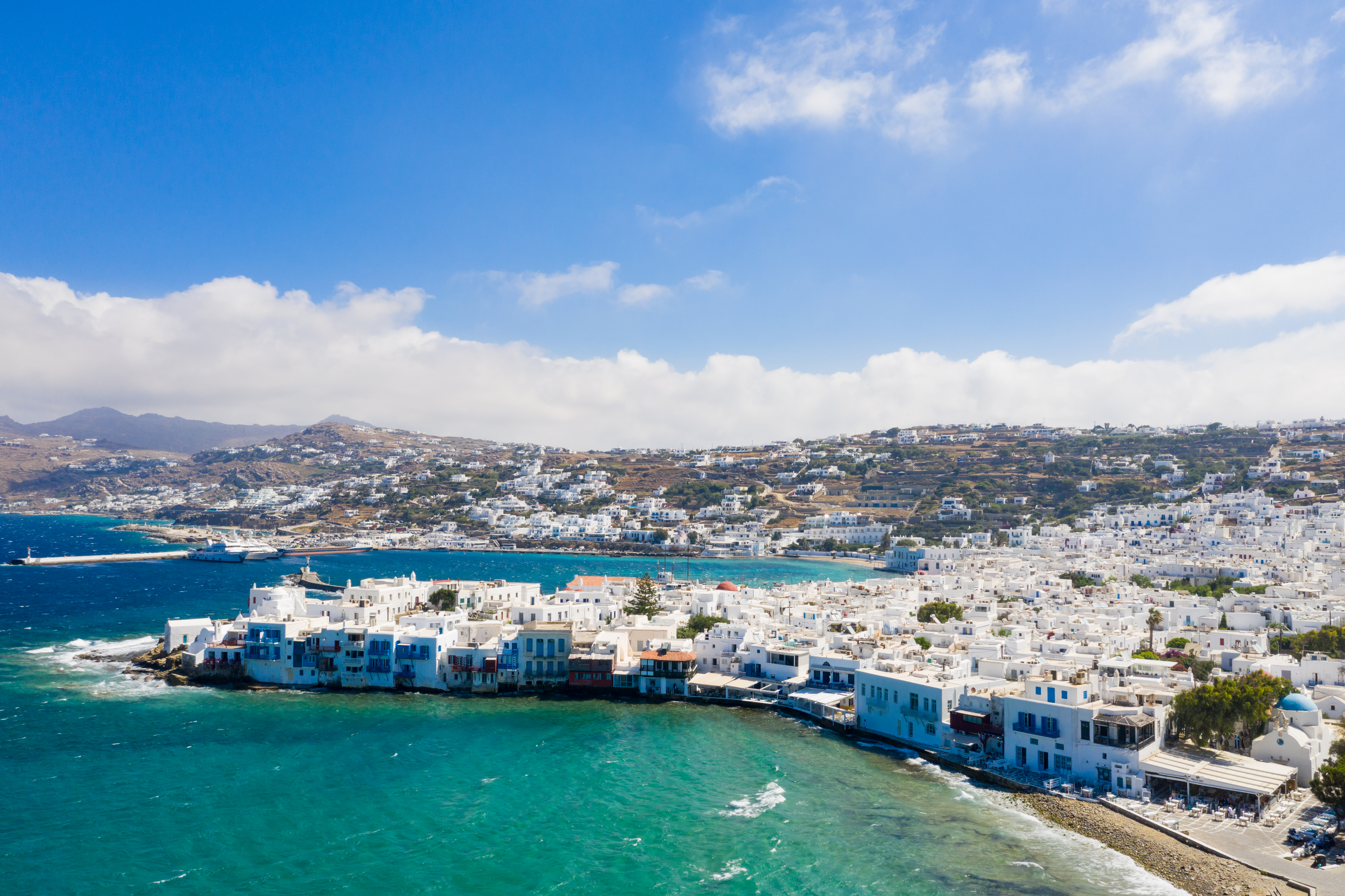
La Petite Venise de Mykonos.

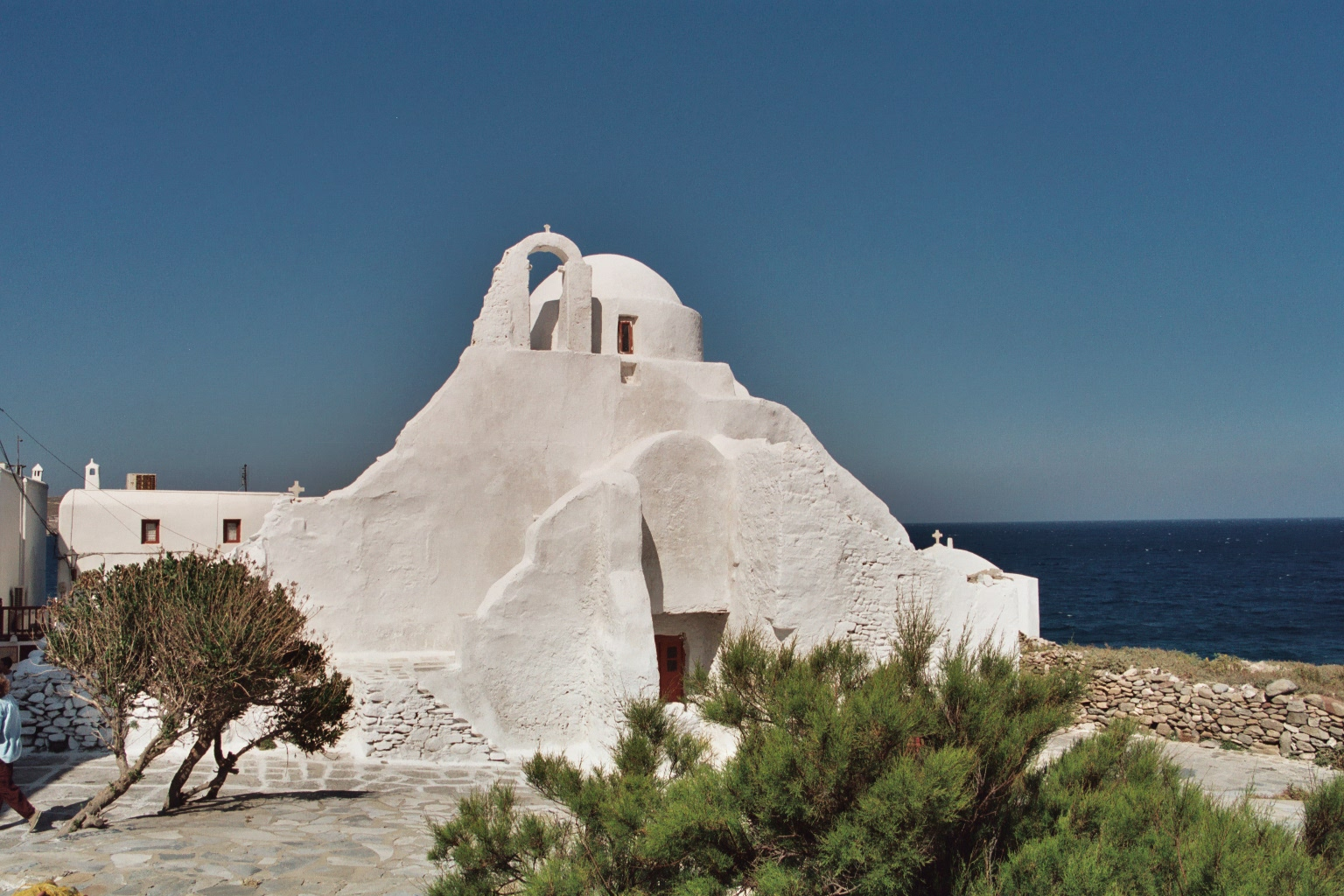
L'église de la Panagía Paraportianí.

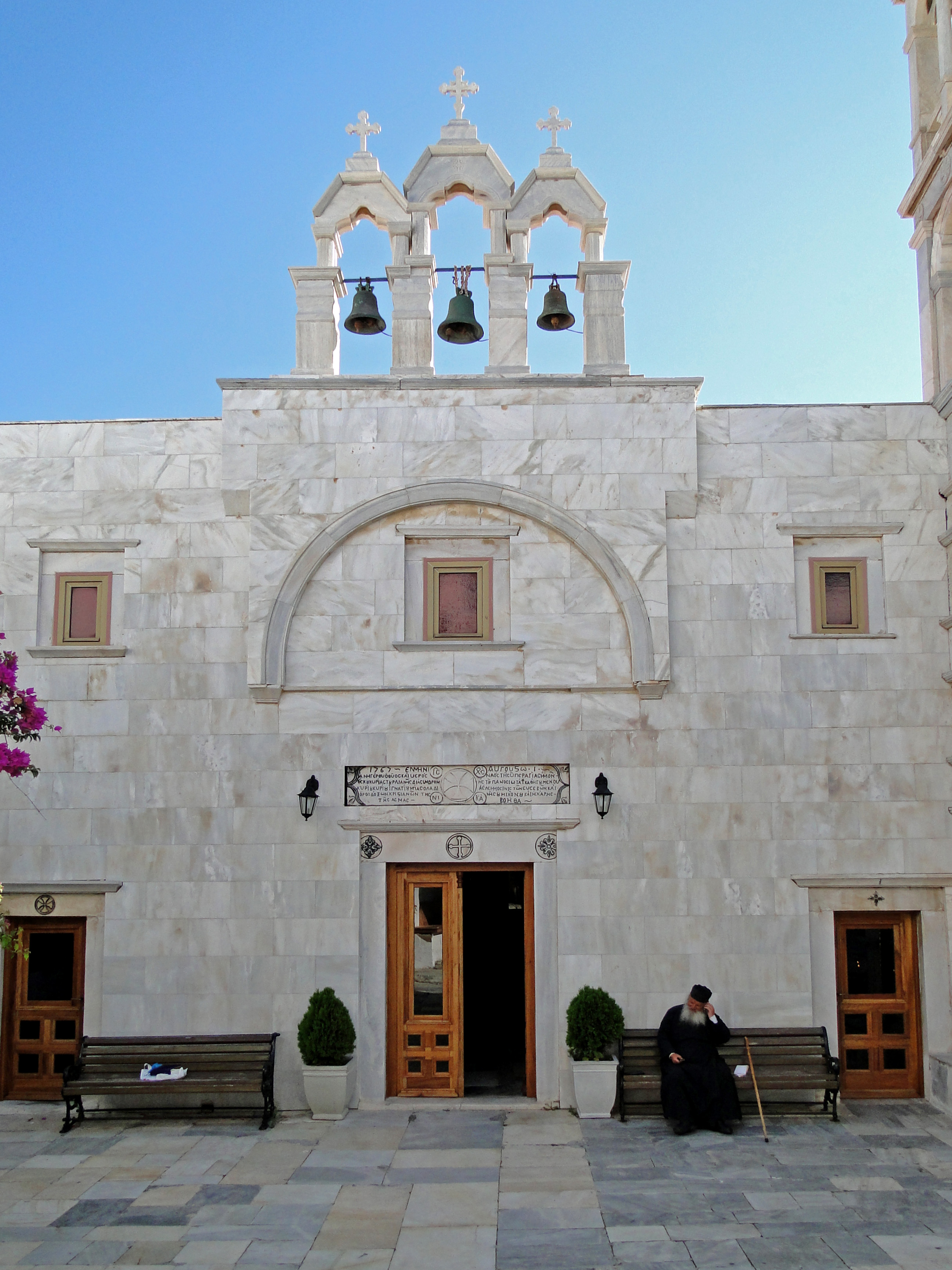
L'église du monastère de la Panagía Tourlianí d'Áno Merá.

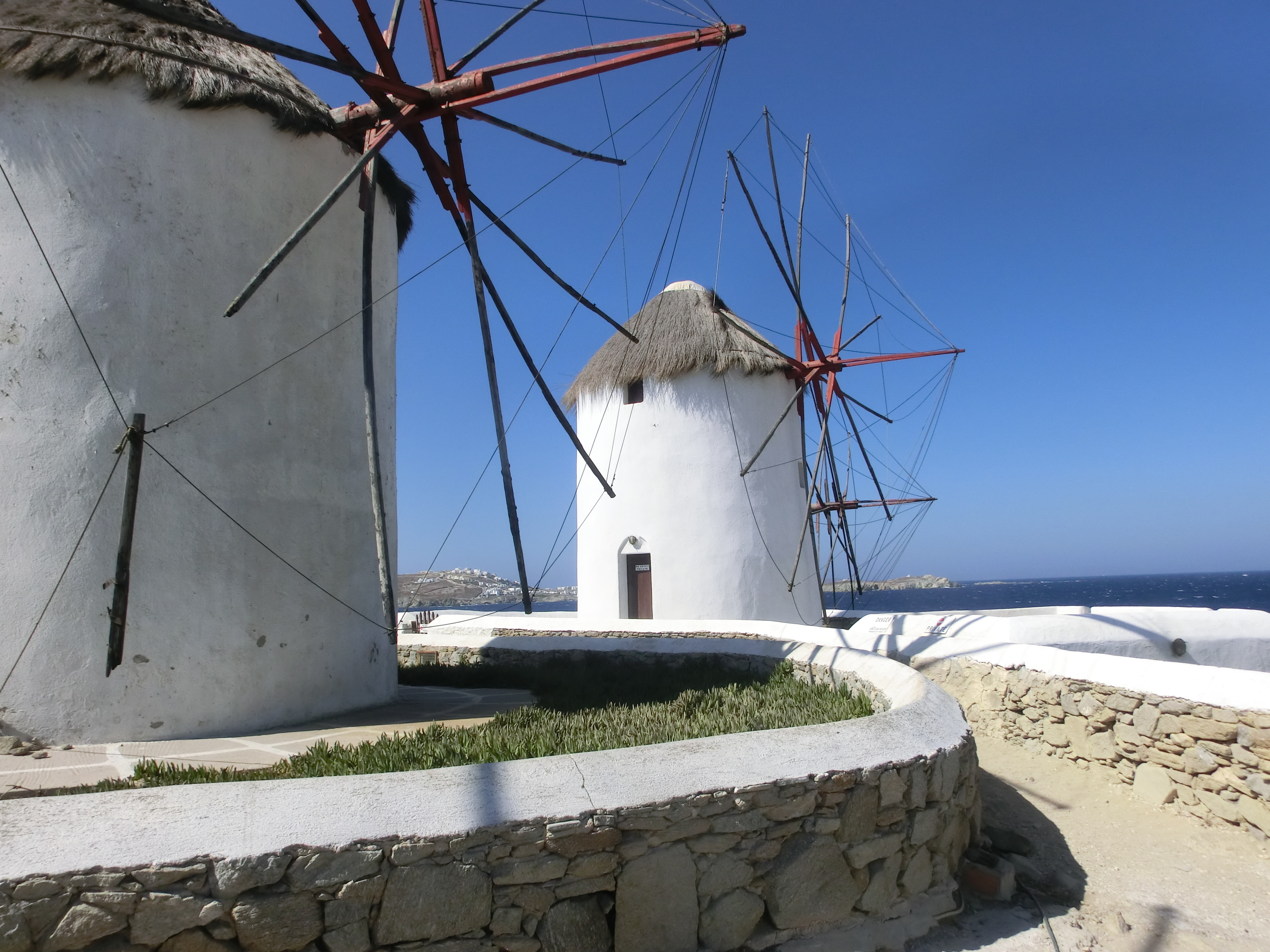
Les moulins à vent de Mykonos.

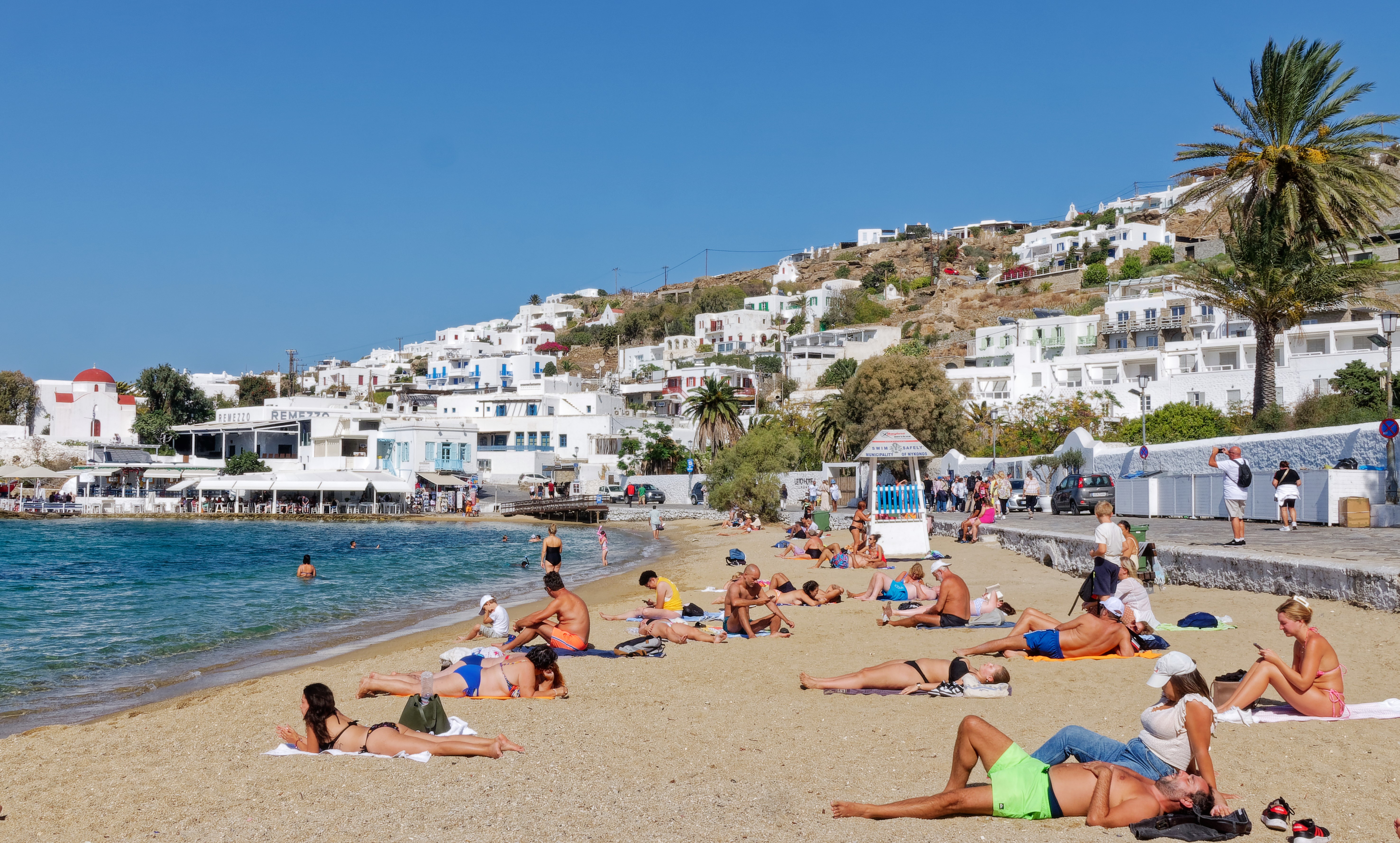
Plages de Mykonos

#### Principales attractions touristiques
- Le vieux port de Mykonos, ancien port traditionnel historique de Mykonos (ville), un des lieux les plus touristiques, emblématiques, pittoresques, animés et festifs de l'île et des Cyclades.
- Le Nouveau Port de Mýkonos (ou Nouveau Port de Toúrlos) à 2 km au nord du vieux port.
- La Petite Venise de Mykonos (ou quartier d'Alefkandra) du vieux port de Mykonos : ce quartier se situe au sud du quartier du Kastro : les maisons d'un à deux étages ont été construites juste au bord de la mer avec leurs balcons en surplomb de l'eau. Elles permettaient ainsi aux capitaines de gagner plus rapidement leurs embarcations. Ce quartier porte aussi le nom de Alefkandra (du fait que ce quartier était celui où les femmes de Mykonos venaient laver leur linge).
- Les moulins à vent de Mykonos (Kato Myli), datant du XVIe siècle, sont parmi les monuments les plus reconnus de Mykonos et font partie des emblèmes de la Grèce.
- L'église de la Panagía Paraportianí (du XVe siècle) : il s'agit d'un assemblage de 5 chapelles différentes. Elle se situe dans le quartier du kastro (château) sur une colline fortifiée par les Vénitiens, dont il reste encore quelques vestiges des remparts. C'est la plus importante des quatre cents églises et chapelles présentes à travers l'île. Son architecture typique est un mélange d'éléments populaires byzantins et d'architecture cycladique locale. Elle a été construite par un artisan anonyme au XVIIe ou XVIIIe siècle. Elle est surmontée d'un clocher et d'une coupole, entièrement chaulés, qui se dressent face à la mer.
- Le village d'Áno Merá.
- Petros le pélican, un célèbre pélican local blessé et recueilli par la population locale, ancienne mascotte officielle de Mykonos durant plus de 50 ans, entre 1958 et 1985 (à l'origine du feuilleton télévisé L'Extraordinaire Petros de 1965. Trois pélicans lui ont succédé depuis[20].
- L'église catholique qui fonctionne uniquement pour les touristes
- Le musée archéologique de Mykonos se trouve à l'extrémité nord-est de la ville. Il présente des sculptures en marbre, de la céramique (en particulier un très grand vase pour le stockage - un pithos à reliefs - avec le cheval de Troie et la prise de Troie) et des bijoux récupérés sur les îles de Délos, Mykonos et Rhénée.
- Le musée maritime de la mer Égée : présente les modèles d'une collection de navires de la période pré-minoenne jusqu'au XIXe siècle et des objets marins et anciens liés à l'histoire de la navigation à Mykonos.
- Fteliá et le site néolithique : les découvertes liées aux fouilles sont au musée archéologique de l'île.
- Le musée d'Art populaire : aménagé dans une ancienne maison de capitaine qui se trouve au « kastro » et qui présente une collection de meubles, de broderies, d'icônes, de sculptures et d'instruments de musique populaires datant du siècle dernier.
- La bibliothèque de la ville rassemble une collection numismatique avec des monnaies hellénistiques et des sceaux datant d'époques récentes.
- À un kilomètre au sud du chef-lieu, au lieu-dit de Linô, se trouvent les ruines d'une tour que les gens du pays ont baptisée Portès.
- Le monastère de la Panagía Tourlianí (Notre-Dame de Tourlos ou de Tourli) à Áno Merá à l'est de l'île : la Panagia Tourliani est la sainte patronne de l'île. Le monastère a été fondé en 1542 par deux moines de Paros à l'emplacement d'une église plus ancienne : après avoir été pillé et détruit, il a été reconstruit en 1767. Son clocher en marbre de Tinos avec son style occidental et ses reliefs décoratifs donne une touche d'originalité à l'ensemble du monastère.
- Le phare de Mýkonos, de 1892, au nord-ouest de l'île.

#### Plages
Les plages sont nombreuses sur l'île : au sud de la marina, la petite plage de sable d'Agia Anna. Plus au sud à la sortie de Mykonos, s'étend la longue plage de sable de Magali Amnos. Au nord se trouvent les plages de Tourlos et d'Agios Stefanos. Pour rejoindre le sud de l'île, des caîques, permettent de se rendre à Paranga Beach, Paradise Beach, Super Paradise, les plages les plus célèbres de l'île.

#### Tourisme pour la communauté homosexuelle
Depuis les années 1970, Mykonos est une destination réputée pour le tourisme gay, avec de nombreux sites dédiés à la communauté gay (hôtels, restaurants, bars, plages et clubs).

#### Personnalités
De nombreuses personnalités ont séjourné sur l'île, comme Aristote Onassis et Jackie Kennedy, Jean Seberg et Romain Gary, Richard Burton et Elizabeth Taylor, Jean-Paul Sartre et Simone de Beauvoir, Jean-Paul Gaultier ou encore Ana Beatriz Barros.

### Les districts de l'île

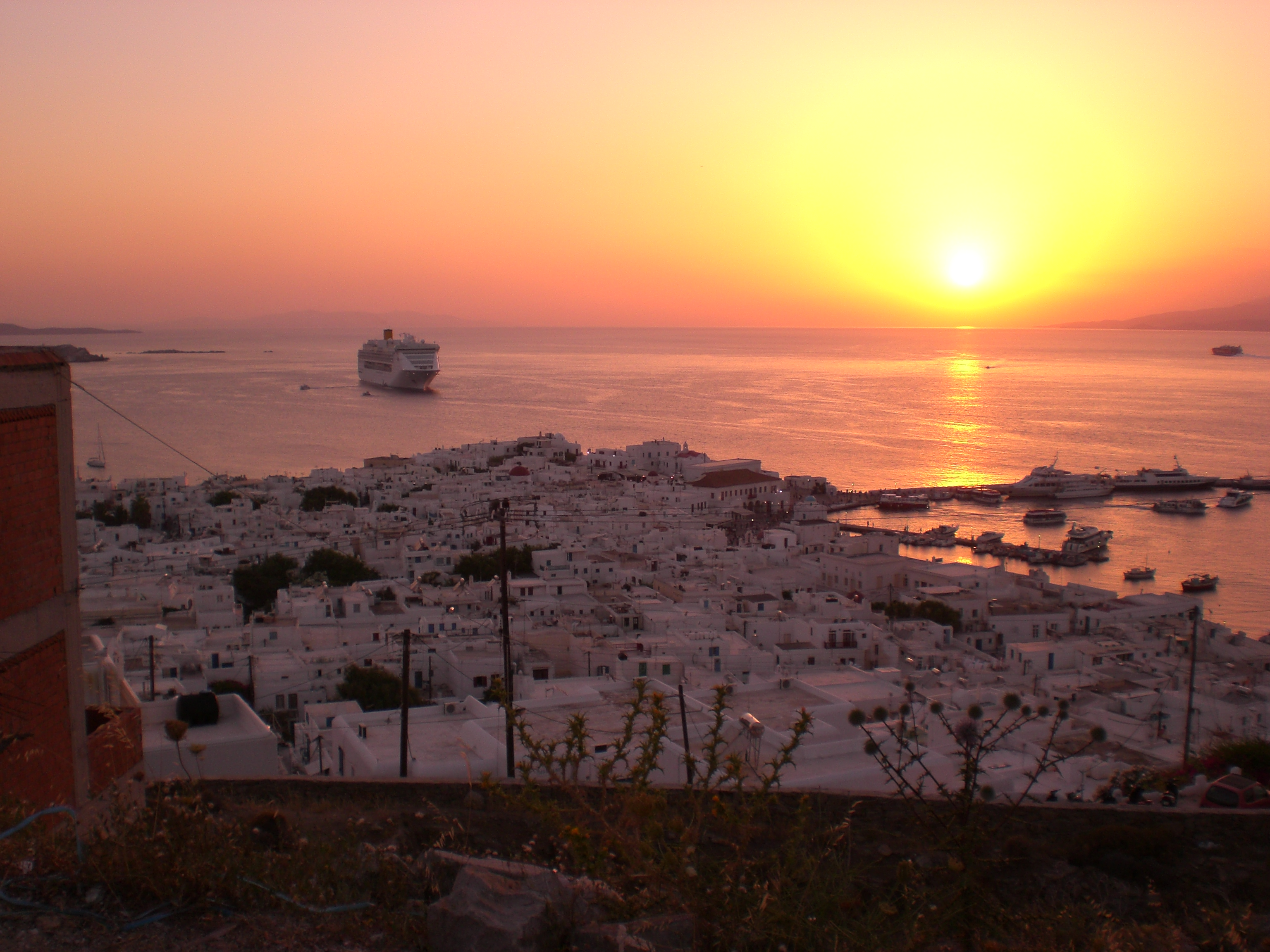

L'île de Mykonos se compose des districts suivants :
| Village                     | Population |
| --------------------------- | ---------- |
| Mykonos                     | 6 467      |
| Agios Ioannis Diakoftis     | 265        |
| Agios Stefanos              | 205        |
| Délos (île)                 | 14         |
| Kavouras (île)              | 0          |
| Klouvas (île)               | 180        |
| Sfontili (îlot)             | 0          |
| Tourlos                     | 115        |
| Faros (le phare) Armenistis | 106        |
| Psarroú                     | 107        |
| Krommydi (îlot)             | 0          |
| Marmaronisi (îlot)          | 0          |
| Baos (île de Ag. Iorgos)    | 0          |
| Ornos                       | 237        |
| Platis Gialos               | 204        |
| Plintri                     | 29         |
| Rhenia (îlot)               | 0          |
| Total : 7929                |            |

| Village          | Population |
| ---------------- | ---------- |
| Ano Mera         | 1 335      |
| Kalafatis        | 56         |
| Ktapodia (îlot)  | 0          |
| Tragonisi (îlot) | 0          |
| Total : 1 391    |            |

## Culture

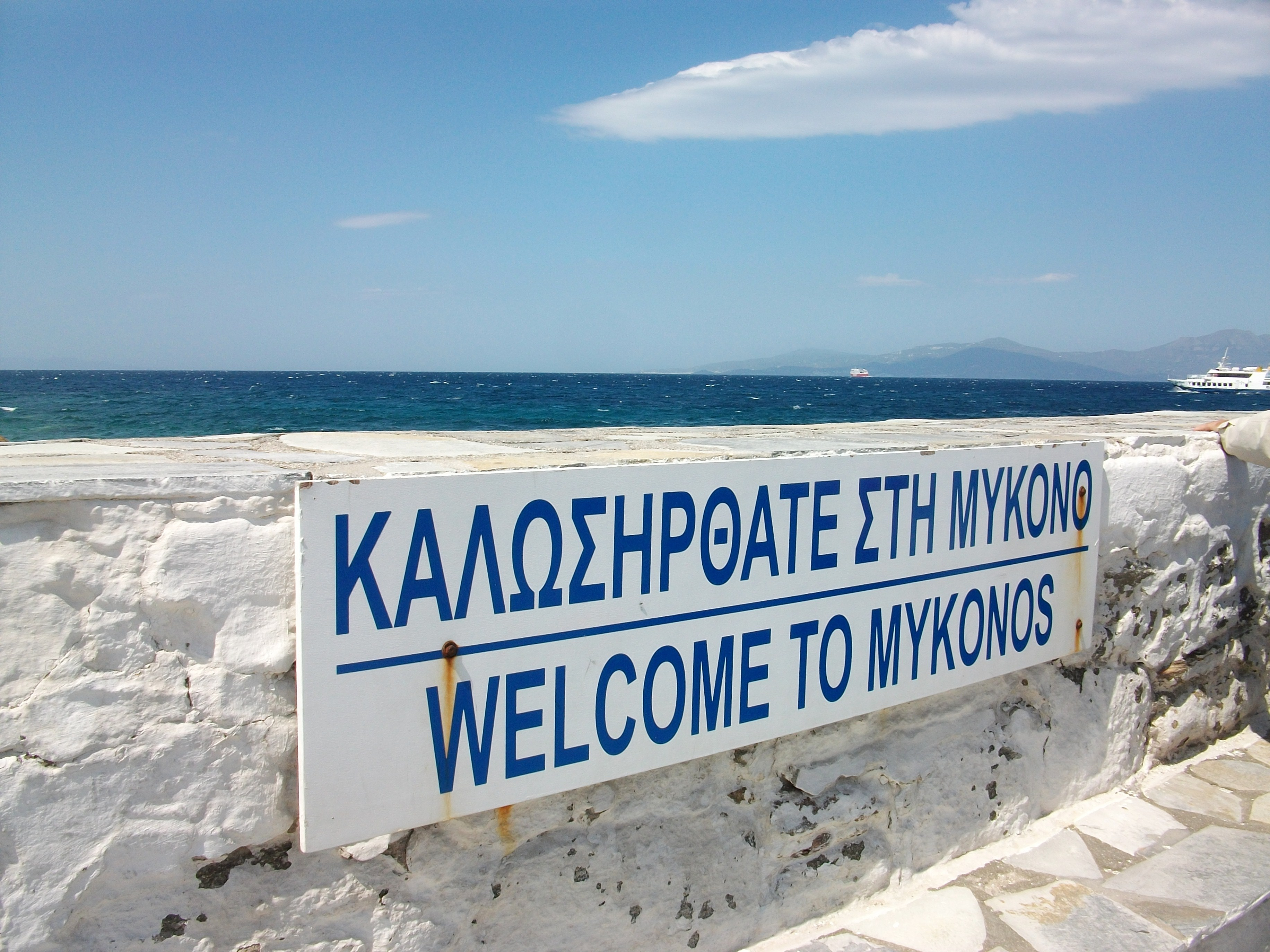

### Artisanat et traditions locales

#### Fêtes
- La Choirosfagia (fête du cochon, durant l'hiver)

### Sports
Les activités sportives les plus pratiquées sur l'île sont les sports nautiques (ski nautique, voile, planche à voile et plongée sous-marine), mais aussi l'équitation. Mykonos a un grand nombre de clubs de sport.

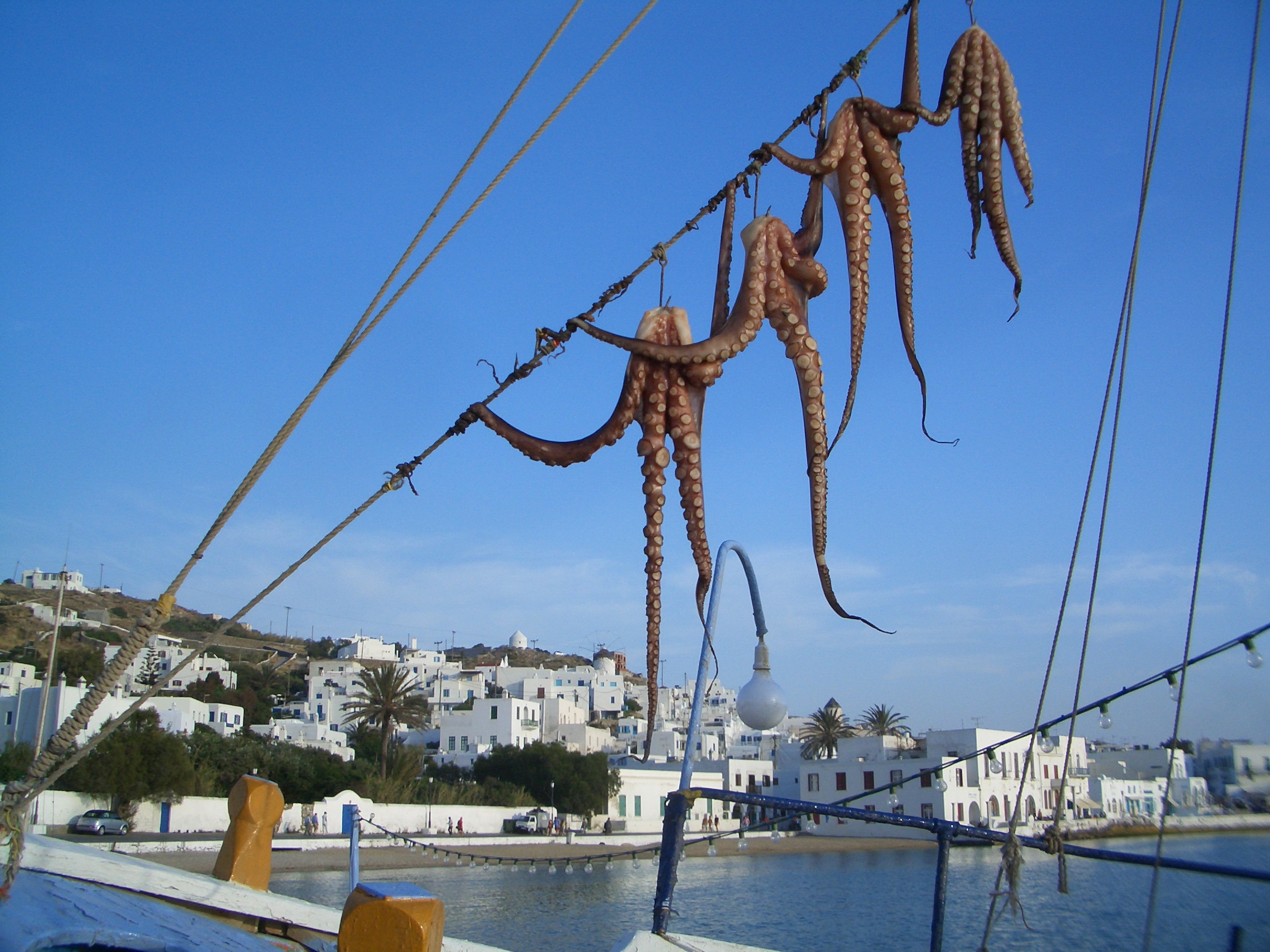
Pêche et séchage de pieuvre.

### Spécialités culinaires
Outre la cuisine grecque et les fruits de mer, les spécialités de l'île sont le Louza loukaniko, une sorte de saucisse, et le kopanistí, un fromage frais de chèvre au poivre.

### Personnalités liées à l'île
- Ioannis Gryparis, ex ministre des affaires étrangères
- Jean N. Svoronos (en), célèbre archéologue et numismate grec.